# Свидетели Иеговы
Свиде́тели Иего́вы (иногда в русскоязычной научной и публицистической литературе встречается наименование «иеговисты»; англ. Jehovah’s Witnesses) — международная религиозная организация, возникшая в 1870 году в США. По данным организации, она имеет 9 млн проповедников по всему миру; основная церемония организации, — Вечеря Господня, привлекает свыше 20 млн посетителей. До 1931 года организация называлась «Исследователями Библии». Главный религиозно-административный центр с 1909 по 2016 год находился в Бруклине. С 2016 года находится в городе Уорик (штат Нью-Йорк, США).
Вероучение организации имеет много общего с учением неортодоксальных направлений в христианстве (антитринитарии), но отличается специфическим трактованием многих религиозных понятий, что затрудняет его классификацию внутри различных течений христианства.
Многие российские исследователи и религиоведы причисляют свидетелей Иеговы к сектам. По мнению некоторых российских религиоведов, организация «свидетели Иеговы» сектой не является. Энциклопедия мировых религий Британники 2006 года определяет свидетелей Иеговы как приверженцев милленаристской секты, а религиовед Д. Г. Мелтон в статье в электронной версии Британники — как милленаристскую деноминацию. Также рассматривается как самостоятельная конфессия и новое религиозное движение.
Свидетели Иеговы ведут свою деятельность в большинстве стран мира (нигде не являясь значительной частью населения). В некоторых странах мира их деятельность ограничена или запрещена (среди них Китай, Сингапур, Вьетнам и ряд исламских стран севера Африки и Ближнего Востока).
В России все юридические лица организации с 2017 года признаны экстремистскими и запрещены. Вероучение свидетелей Иеговы и исповедание этой религии не запрещено, однако сотни отдельных верующих подвергаются уголовному преследованию. В 2022 году Европейский суд по правам человека признал преследование свидетелей Иеговы в России незаконным.

## Название
«Свидетели Иеговы» — название, которое было принято руководимой Дж. Ф. Рутерфордом группой «Исследователей Библии» 29 июля 1931 года, при этом отколовшиеся от основного течения группы продолжили называться «Исследователями Библии» или приняли другие названия (например, в Чикаго существует группа «Исследователи Писания Зари»).
Название «Свидетели Иеговы» Рутерфорд основывал на словах из Библии, книги пророка Исаии (Ис. 43:10—12).

## Распространение и численность
Согласно данным «отчёта за 2024 служебный год», в 2024 году наибольшее число активных возвещателей в мире достигало 9 043 460 человек, которые составляли 118 767 собраний свидетелей Иеговы; численность новообращённых (крестившихся) в свидетели Иеговы в 2024 году насчитывала 296 267 человека; число стран и территорий, где свидетели Иеговы осуществляли свою деятельность и где были сданы соответствующие отчёты, составило 240.
В России насчитывается 175 тысяч активных верующих данной организации, объединённых в 2 547 общин (собраний); на территории Украины — 151 тысяча верующих.
С 1956 года в Казахстане свидетели Иеговы имеют свыше 100 зарегистрированных общин. Наибольшее распространение организации приходится на юг страны, в населённых пунктах с подавляющим населением этнических казахов и узбеков: Шымкент, Туркестан, Кентау, Ленгер, Сары-Агаш, Жетысай.

### Динамика численности в мире

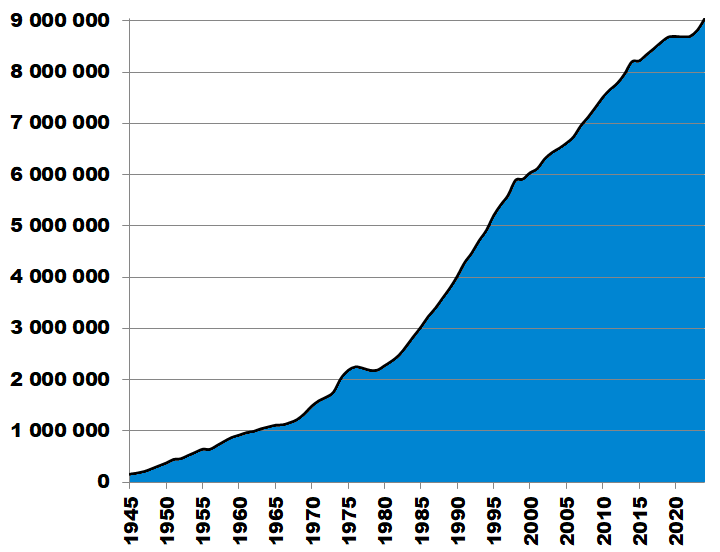
Численность активных членов организации в 1945—2020 годы

В результате миссионерской деятельности учение свидетелей Иеговы быстро распространилось за пределы США. К 1914 году Исследователи Библии действовали в 43 странах на всех континентах мира. В 1941 году численность свидетелей Иеговы превысила 100 тыс. человек, в 1963 году — 1 млн; в 1974 году — 2 млн, в 1985 — 3 млн; в 1990 — 4 млн; 1995 — 5 млн; 2000 — 6 млн. Свидетели Иеговы стали одной из самых распространённых религиозных организаций; в 1995 году они действовали в 212 странах мира, по числу стран присутствия уступая лишь католикам и пятидесятникам.
Вместе с тем, в последнее время в мире отмечается значительное замедление темпов прироста свидетелей Иеговы. С начала XXI века численность свидетелей Иеговы увеличивается в среднем на 2,1 %, что лишь немного превышает среднегодовые темпы естественного прироста населения Земли. Прирост сократился и в абсолютных цифрах: если в 1997 году крещение было преподано 375 тыс. новым верующим, то с начала XXI века эта цифра ни разу не достигла 300 тыс. (в среднем — 270 тыс. ежегодно). Сам прирост неоднороден: число свидетелей Иеговы заметно растёт в развивающихся странах, в то время как число членов организации в западных странах остаётся стабильным или сокращается. По сравнению с данными на 1996 год, число активных верующих в 2013 году сократилось в Бельгии, Дании, Германии, Нидерландах, Словакии, Финляндии, Франции, Чехии, Швейцарии, Швеции. Согласно всеобщей переписи населения в Канаде в 2001 году, число людей, относящих себя к Свидетелям Иеговы, сократилось на 8,1 % за 10 лет.
В 1997 году американские исследователи социолог религии Родни Старк и экономист Лоренс Иеннакконе отмечали, что разница между номинальным и эффективным приростом числа членов организации довольно высока.
Британский социолог религии Дэвид Воас, проанализировав в 2010 году статистику организации за последние 30 лет в шести странах (Великобритании, Италии, Канаде, США, Франции и Японии), приходит к выводу, что усилия свидетелей Иеговы в привлечении новых членов становятся всё более безуспешными: темпы прироста неуклонно снижаются, а число часов, затраченных на поиски новых верующих, существенно возрастает. На основании этого Воас прогнозирует весьма скромные показатели роста в дальнейшем.
В 2015 году религиовед П. Н. Костылев в статье в «Большой Российской энциклопедии» отмечал, что в мире число активных свидетелей Иеговы составляет около 8 миллионов человек.

#### Достоверность официальной статистики
Родни Старк и Лоренс Иеннакконе в 1997 году писали, что официальная статистика членства свидетелей Иеговы заслуживает доверия, так как ими публикуются не только данные роста, но и убыли численности членов, а также по причине подтверждения статистики результатами социологических опросов. Так, исходя из официальной статистики организации и Опроса американской религиозной идентификации, в 1990 году в США 59 % людей, относящих себя к свидетелям Иеговы, являлись активными последователями этого вероучения (возвещателями). Такое соотношение подтверждается схожими результатами Всеобщего социального опроса, согласно которому регулярно посещают Зал Царства 62 % из множества самоопределившихся как свидетели Иеговы. По расчётам Старка и Иеннакконе, для адекватного сопоставления численности свидетелей Иеговы с другими религиозными организациями число активных последователей из официальной статистики этой организации необходимо удваивать, так как большинство других религиозных организаций, в отличие от свидетелей Иеговы, учитывают детей и неактивных членов.

### Динамика численности в России
8 сентября 1999 года журналисты газеты НГ-Религии Б. Лукичёв и А. Протопопов отмечали, что в России у свидетелей Иеговы 70 % составляют женщины и 30 % мужчин, чей общий возраст находится в промежутке 9—70 лет. При этом мужчины занимают все руководящие должности. Соотношение мужчин и женщин в возрасте 9—20 лет составляет 24,4 % и 12,6 %; в возрасте 20—30 лет — 35,1 % и 22,4 %; в возрасте 30—40 лет — 10,6 % и 16,1 %; в возрасте 40—50 лет — 13,6 % и 16,1 %; в возрасте 50—60 лет — 10,6 % и 16,7 %. По роду деятельности 6,3 % составляют директора, управленцы и научные работники, 15,6 % — педагоги и студенты, 39,1 % — пенсионеры.
В 2015 году религиовед П. Н. Костылев в статье в «Большой Российской энциклопедии» отмечал, что в России число активных свидетелей Иеговы составляет около 160 тысяч человек.
В конце марта 2017 года религиовед Р. А. Силантьев в экспертном комментарии для РИА Новости отметил, что по имеющимся у него данным в России насчитывается около 165 тысяч свидетелей Иеговы. По его мнению на конец 1980-х годов пришёлся основной рост свидетелей Иеговы, когда «они довели число своих общин до 409», а «потом рост прекратился» и к настоящему времени «некоторые общины были ликвидированы, сейчас (осталось) порядка 400».

## Современное положение в мире

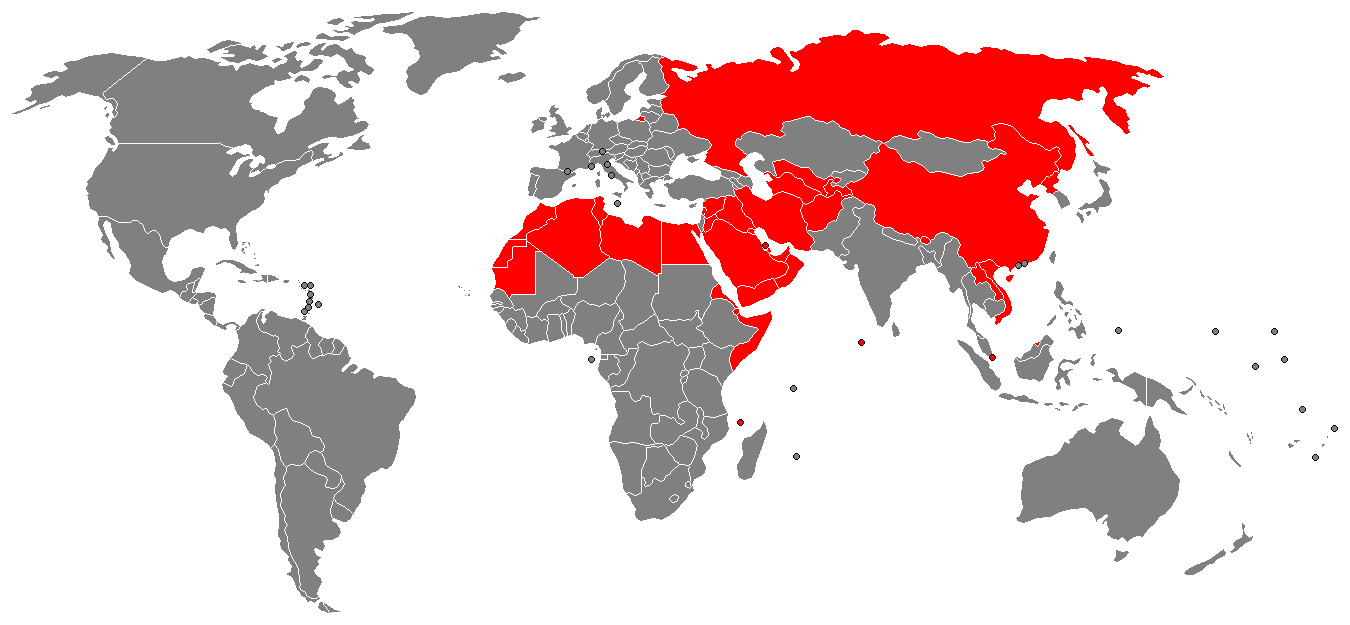
Красным цветом показаны страны, в которых деятельность Свидетелей Иеговы запрещена или сильно ограничена

По данным украинского религиоведа В. Е. Еленского (2008 год), свидетели Иеговы действуют на законных основаниях в большинстве стран Европы. За пределами Европы свидетели Иеговы, по его данным, легально действуют в США и Канаде, а также в таких странах, как Израиль, Иордания, Куба, Нигерия, Доминиканская республика, Кот-д’Ивуар, Эквадор, Чад, Мексика, Танзания. В ряде федеральных земель Германии объединение свидетелей Иеговы обладает статусом публично-правовой корпорации.
Деятельность свидетелей Иеговы запрещена в Китае, Северной Корее, Туркменистане, Таджикистане, Саудовской Аравии, Иране, Ираке, России и в ряде других стран. В некоторых странах свидетели Иеговы подвергаются дискриминации, а также судебным преследованиям и гонениям. Например, в Эритрее свидетели Иеговы подвергаются аресту и суду.

### Постсоветское пространство

#### Россия
Официальную регистрацию на территории современной России свидетели Иеговы получили в 1991 году.
В 2004 году по решению Головинского районного суда города Москвы была лишена регистрации и распущена местная религиозная община свидетелей Иеговы. Решение было опротестовано свидетелями Иеговы в Европейском суде по правам человека в Страсбурге, который в июне 2010 года признал незаконным решение российского суда о роспуске религиозной общины свидетелей Иеговы в Москве и обязал Россию выплатить потерпевшим 70 тысяч евро. Регистрация московской организации свидетелей Иеговы была возобновлена 1 июня 2015 года.
В сентябре 2009 года Ростовским областным судом была ликвидирована обвиняемая в разжигании религиозной розни община свидетелей Иеговы в Таганроге и в некоторых районах области.
В апреле 2010 года Роскомнадзор в связи с признанием ряда публикаций Общества Сторожевой башни экстремистской литературой аннулировал разрешение на распространение в России журналов «Пробудитесь!» и «Сторожевая башня», выданное в 1997 году.
10 июня 2010 г. Европейский Суд по правам человека вынес Постановление по делу N 302/02 по жалобе «Религиозной общины Свидетелей Иеговы в г. Москве», где пришёл к выводу, что вмешательство в право Общины на свободу религии и объединений было необоснованным. ЕСПЧ указал, что «национальные суды не представили „относимых и достаточных“ оснований, свидетельствующих о том, что община-заявитель принуждала к разрушению семьи, нарушала права и свободы своих членов и третьих лиц, склоняла своих последователей к самоубийству и отказу от оказания медицинской помощи, посягала на права родителей, не являющихся свидетелями Иеговы, и их детей, а также побуждала своих членов к отказу от исполнения установленных законом обязанностей. Санкция, назначенная российскими судами, имела чрезвычайно суровый характер ввиду негибкости национального законодательства и не была соразмерна какой-либо преследуемой легитимной цели. Следовательно, имело место нарушение статьи 9 Европейской конвенции, взятой в совокупности со статьёй 11 Европейской конвенции» (п. 160 Постановления).
По состоянию на декабрь 2011 года в России в отношении свидетелей Иеговы велось расследование девяти уголовных дел по статье 282 УК РФ «действия, направленные на возбуждение ненависти и вражды, а также на унижение достоинства человека и группы лиц по признакам отношения к религии» (в Асбесте, Ахтубинске, Кемерове, Таганроге, Чебоксарах, Челябинске, Чите, Салехарде и Йошкар-Оле). Большую огласку получило дело Калистратова (старейшины из Горно-Алтайска), которое дважды опротестовывалось. 22 декабря 2011 года Верховный суд Республики Алтай постановил прекратить уголовное дело против Калистратова за отсутствием состава преступления и признал за ним право на реабилитацию.
Израильский историк и социолог Алек Эпштейн писал в 2012 году, что наиболее массированной атаке в связи с применением российского антиэкстремистского законодательства подверглись свидетели Иеговы — несмотря на то, что, по мнению Эпштейна, доктрина свидетелей Иеговы не наносит ущерба миру и стабильности в обществе, в то время как преследования в отношении представителей этой организации наносят ущерб международно-правовому авторитету России.
Информационно-аналитический центр «Сова» А. М. Верховского считает «неправомерными запреты литературы свидетелей Иеговы как экстремистской и преследования верующих за её распространение. Подобные действия властей мы расцениваем как религиозную дискриминацию». 20 января 2010 года Л. С. Левинсон, А. М. Верховский, заместитель председателя правления Общественного фонда «Гласность» и заместитель главного редактора Портал-Credo.Ru В. И. Ойвин, заместитель директора Информационно-аналитического центра «Сова» Г. В. Кожевникова и ещё 44 представителя различных общественных организаций РФ и ближнего зарубежья заявили своё несогласие с неправомерным признанием литературы свидетелей Иеговы как экстремистской и другими действиями российских властей в отношении свидетелей Иеговы, а также направили обращение к президенту, генеральному прокурору, уполномоченному по правам человека и другим должностным лицам РФ с просьбой прекратить преследования свидетелей Иеговы в России.
15 марта 2017 года Министерство юстиции подало в Верховный Суд РФ иск о признании религиозной организации «Управленческий центр Свидетелей Иеговы в России» экстремистской, запрете её деятельности и ликвидации. Основанием для иска послужила внеплановая проверка сотрудниками министерства соответствия деятельности религиозной организации её уставу. В тот же день первый заместитель министра юстиции Российской Федерации С. А. Герасимов выпустил распоряжение о приостановлении, до окончательного решения суда, деятельности (запрет на организацию и проведение собраний, митингов, демонстраций, шествий, пикетов и других массовые акции, запрет на использование вкладов в банках, кроме хозяйственной деятельности, покрытия убытков и оплаты сборов и штрафов) как головной, так и региональных организаций свидетелей Иеговы. 24 апреля 2017 года Замоскворецкий районный суд Москвы подтвердил законность данного распоряжения.
Иск о признании религиозной организации «Управленческий центр Свидетелей Иеговы в России» экстремистской, запрете её деятельности и ликвидации начал рассматриваться в Верховном Суде 5 апреля 2017 года. Верховный Суд, после заслушивания доводов сторон, отклонил ходатайство представителей свидетелей Иеговы о приостановке рассмотрения иска Министерства юстиции РФ до окончания процессов по ряду дел (в частности о запрете деятельности 8 региональных отделений и о признании экстремистскими 90 печатных изданий) в судах общей юрисдикции, поскольку «нахождение дел на рассмотрении судом общей юрисдикции не исключает возможности рассмотрения Верховным Судом искового заявления». Также Верховный Суд РФ отказался привлечь по иску, ранее поданному свидетелями Иеговы, 395 представителей региональных отделений организации в качестве соответчиков. Кроме того, им был отклонён ранее поданный свидетелями Иеговы встречный иск, в котором они просили признать их организацию «жертвой политических репрессий», поскольку Верховный Суд посчитал, что «правила подсудности не предусматривают принятие встречного иска», хотя и отметил, что будет «осуществляться судебный контроль за законностью деятельности Минюста, исходя из письменных возражений ответчика». 6 апреля представитель Министерства юстиции РФ Светлана Борисова на заседании Верховного Суда официально озвучила намерение ведомства в случае удовлетворения иска добиться конфискации имущества религиозной организации.
20 апреля 2017 года Верховный суд Российской Федерации признал экстремистской деятельность «Управленческого центра Свидетелей Иеговы в России», запретив его деятельность и деятельность всех 395 отделений на территории России. Имущество «Управленческого центра Свидетелей Иеговы» в России подлежит конфискации и обращению в пользу государства. Представители «Управленческого центра Свидетелей Иеговы в России» Ярослав Сивульский и Сергей Черепанов заявили, что считают приговор судьи Верховного суда Ю. Г. Иваненко необъективным. 17 июля 2017 года апелляционная жалоба «Управленческого центра Свидетелей Иеговы в России» на признание организации экстремистской, её ликвидацию и запрет деятельности на территории России отклонена Верховным судом Российской Федерации. 17 августа 2017 года Министерство юстиции Российской Федерации включило «Управленческий центр Свидетелей Иеговы в России» и его 395 местных религиозных организаций в список запрещённых в России организаций.
При этом, согласно разъяснению Пленума Верховного суда от 28 октября 2021 года, судом были запрещены и ликвидированы юридические лица, но само религиозное течение и исповедание религии не запрещены, а верующие могут реализовывать свои права на свободу совести и вероисповедания (как индивидуально, так и совместно), если этим они не пытаются продолжить или возобновить деятельность экстремистской организации. Ранее такую же позицию высказали МИД РФ, Правительство РФ и Совет по правам человека при президенте РФ.
Тем не менее, с 2018 года началась волна арестов и уголовных дел в отношении свидетелей Иеговы. На 14 февраля 2019 года сайт межрегиональной общественной организации «Правозащитный центр „Мемориал“» сообщал о 81 уголовном деле против отдельных российских свидетелей Иеговы. По утверждению адвоката свидетелей Иеговы в Кирове Егиазара Черникова, на конец 2018 года насчитывалось около 100 уголовных дел, а на 20 февраля 2019 года — около 120, по двум из них — делу Денниса Кристенсена и делу Аркади Акопяна — уже были вынесены обвинительные приговоры. По сообщению Правозащитного центра «Мемориал», на 27 сентября 2021 года не менее 523 верующих свидетелей Иеговы преследовали в уголовном порядке по статье разжигание межнациональной розни. Всего преследованию на тот момент подверглось не менее 564 свидетелей Иеговы, по меньшей мере 62 свидетеля Иеговы находились под стражей, 32 содержались под домашним арестом в ожидании приговора, 82 были приговорены к условным срокам лишения свободы, 347 преследовались без лишения свободы, 15 назначено наказание в виде штрафа, 15 уже отбыли наказание, 2 из них лишили российского гражданства за время отбытия наказания и депортировали из страны. В отношении 6 верующих уголовное преследование было прекращено. Ещё 5 верующих скончались. На январь 2023 года побывали или оставались в заключении около 367 человек, а общее число тех, кто подвергся преследованию, составило не менее 660 человек.
15 января 2018 года Европейский суд по правам человека (ЕСПЧ) зарегистрировал, а 7 мая 2018 года коммуницировал (принял к рассмотрению) жалобу от 395 местных религиозных организаций свидетелей Иеговы в России, их председателей и рядовых членов на решение Верховного суда о запрете деятельности «Управленческого центра Свидетелей Иеговы в России» и местных общин свидетелей Иеговы как экстремистских, ликвидации этих организаций и обращении их собственности в пользу государства. 7 июня 2022 года ЕСПЧ признал запрет свидетелей Иеговы в России нарушающим права человека и потребовал прекратить преследования, освободить 91 заключённого из числа свидетелей Иеговы, отменить запрет публикаций и сайта, вернуть всё конфискованное имущество, а также выплатить компенсации за нематериальный ущерб на сумму более 3,4 млн евро (перевод решения на русский язык был опубликован 16 августа 2022 года). На следующий день, 8 июня 2022 года, Россия приняла пакет законов, в соответствии с которым исполнять решение ЕСПЧ отказалась.
В октябре 2023 года Генеральная прокуратура РФ признала «нежелательными» юридические лица свидетелей Иеговы, зарегистрированные в США («Общество Сторожевой башни, Библии и трактатов Пенсильвании»), Украине и Германии.
В защиту организации от преследований со стороны российских властей выступила Amnesty International.

#### Азербайджан
В Азербайджане свидетели Иеговы подвергаются административному преследованию. В марте 2010 года двое свидетелей Иеговы были задержаны в Баку. В апреле 2010 года в Агстафинском районе были задержаны три женщины, распространявшие запрещённую литературу.
По утверждениям азербайджанских СМИ, Министерство обороны Азербайджана обвинило свидетелей Иеговы в том, что они в числе ряда прочих нетрадиционных религиозных организаций и церквей сотрудничают с Армянской апостольской церковью и спецслужбами Армении. По мнению интернет-издания Panorama.am, данное обвинение придумано, так как Министерство обороны Азербайджана встревожено тем, что молодые представители организации отказываются служить в армии.

#### Армения
Свидетели Иеговы были официально зарегистрированы в Армении только в 2004 году после 15 предшествовавших этому отказов. Отношения свидетелей Иеговы с Армянской апостольской церковью и властями Армении весьма напряжённые. В докладе «Армения: свобода совести и вероисповедания в опасности — нарушения прав Свидетелей Иеговы» организации «Международная амнистия» высказывается озабоченность в связи с дискриминацией свидетелей Иеговы в этой стране. По данным «Международной амнистии», на 1 ноября 2009 года в стране в заключении находился 71 свидетель Иеговы, осуждённый на сроки от 2 до 3 лет за отказ от несения воинской повинности. Государственный департамент США в отчёте за 2009 год подверг Армению критике за осуществляемую, по его мнению, дискриминацию свидетелей Иеговы.

#### Грузия
В феврале 2001 года свидетели Иеговы в Грузии были лишены официальной регистрации. Такое положение создаёт значительные проблемы при ввозе религиозной литературы и строительстве богослужебных зданий (Залов Царства). В 2010 году сообщалось, что на религиозные встречи собраний свидетелей Иеговы нередко совершались налёты, а здания Залов Царства подвергались актам вандализма. Сообщалось также о случаях избиения свидетелей Иеговы.

#### Казахстан
Свидетели Иеговы официально зарегистрированы в Казахстане как религиозное объединение. Руководство организации в Казахстане находится в городе Алма-Ата, которое координирует и контролирует филиалы, имеющиеся во всех областных центрах. Всего в Казахстане функционируют 60 филиалов свидетелей Иеговы. Все они без особых проблем прошли перерегистрацию в соответствии с требованиями нового закона о религии, принятого в конце 2011 года, когда все религиозные организации были обязаны пройти такую перерегистрацию. Наиболее крупные общины расположены в городе Алма-Ате, Южно-Казахстанской, Восточно-Казахстанской, Жамбылской, Карагандинской, Костанайской и Актюбинской областях.
В ряде случаев против деятельности свидетелей Иеговы выступали государственные органы, которые изредка находили изъяны в их работе, противоречащие действующему законодательству, и подвергали штрафам, приостанавливали их деятельность или даже выдворяли отдельных членов из страны. Так, в 2013 году на брифинге председатель агентства по делам религий Кайрат Лама Шариф сообщил, что свидетели Иеговы чаще других религиозных объединений нарушают закон в Казахстане, также выявляются факты распространения религиозной литературы вне установленных мест, в том числе на улицах и в подъездах домов. Тем не менее, в июле 2017 года Министр по делам религий и гражданского общества Нурлан Ермекбаев подтвердил законность деятельности свидетелей Иеговы в Казахстане, заявив, что свидетели Иеговы зарегистрированы и действуют в соответствии с законодательством, не являются экстремистской организацией, в связи с чем планов по закрытию организации или какому-либо давлению на неё в Казахстане нет.
Главный центр свидетелей Иеговы в Алма-Ате проводит экскурсии и дни открытых дверей, посещавшиеся сотрудниками акимата города Алма-Аты во главе с руководителем Управления по делам религий Нуржаном Жапаркулом и представителями иностранных дипломатических миссий.

#### Таджикистан
Деятельность свидетелей Иеговы на территории Таджикистана была запрещена в октябре 2007 года. Организация официально действовала на территории этой страны с 1997 года, получив государственную регистрацию. Официальной причиной запрета организации были названы противоречащие законодательству страны миссионерская деятельность свидетелей Иеговы и их призывы отказываться от несения воинской обязанности.

#### Туркменистан
В Туркменистане свидетелям Иеговы, как и почти всем другим религиям кроме Православной церкви и мусульман-суннитов, отказывают в регистрации. Имели место случаи, когда пресекались религиозные встречи свидетелей Иеговы и когда свидетелей Иеговы приговаривали к тюремному заключению за отказ проходить военную службу.

#### Узбекистан
Законодательство Узбекистана запрещает миссионерство и прозелитизм, которые являются неотъемлемой частью религиозной деятельности свидетелей Иеговы. Но несмотря на это, организация свидетелей Иеговы с 1998 года имеет один Зал Царства в стране, который находится в г. Чирчике Ташкентской области. Также имелся филиал свидетелей Иеговы в г. Фергане, но в 2006 году по решению суда он был закрыт по причине многократного нарушения законодательства. Известны случаи, когда свидетели Иеговы предстают перед судом за «миссионерскую деятельность и прозелитизм», «свидетельствование о Боге».

## История

### Возникновение и развитие
История свидетелей Иеговы начинается с кружка «Исследователей Библии», основанного в 1870 году Чарльзом Тейзом Расселлом в США. Вскоре в качестве юридического лица для обеспечения издательской деятельности Исследователей Библии в 1884 году было основано «Общество Сторожевой Башни, Библий и трактатов» (Пенсильвания).
После смерти Расселла в 1916 году вторым президентом ОСБ становится Джозеф Франклин Рутерфорд, при котором произошёл раскол внутри организации, вызванный изменением принципов управления и некоторых её учений, а также авторитарной «чисткой» в руководстве, после которой Рутерфорд де-факто стал единственным редактором всех изданий Общества и его главным идеологом. В результате, начиная с 1917 года, от Общества отделились несколько групп. В 1931 году последователи Рутерфорда приняли своё современное название — Свидетели Иеговы, чтобы провести чёткую границу между Исследователями Библии, которые остались лояльными Обществу во главе с Рутерфордом, и теми из них, которые отделились от Общества, но продолжали использовать название «Исследователи Библии».
После смерти Рутерфорда в 1942 году президентом Общества становится Нейтан Гомер Норр. В Нью-Йорке была образована «Библейская школа Галаад». В каждом собрании свидетелей Иеговы стала проводиться «Школа Теократического Служения», в которой все члены собрания обучаются основам проповеднического служения. В 1950—1960-х годах свидетели Иеговы издают собственный перевод Священного Писания — «Перевод нового мира».

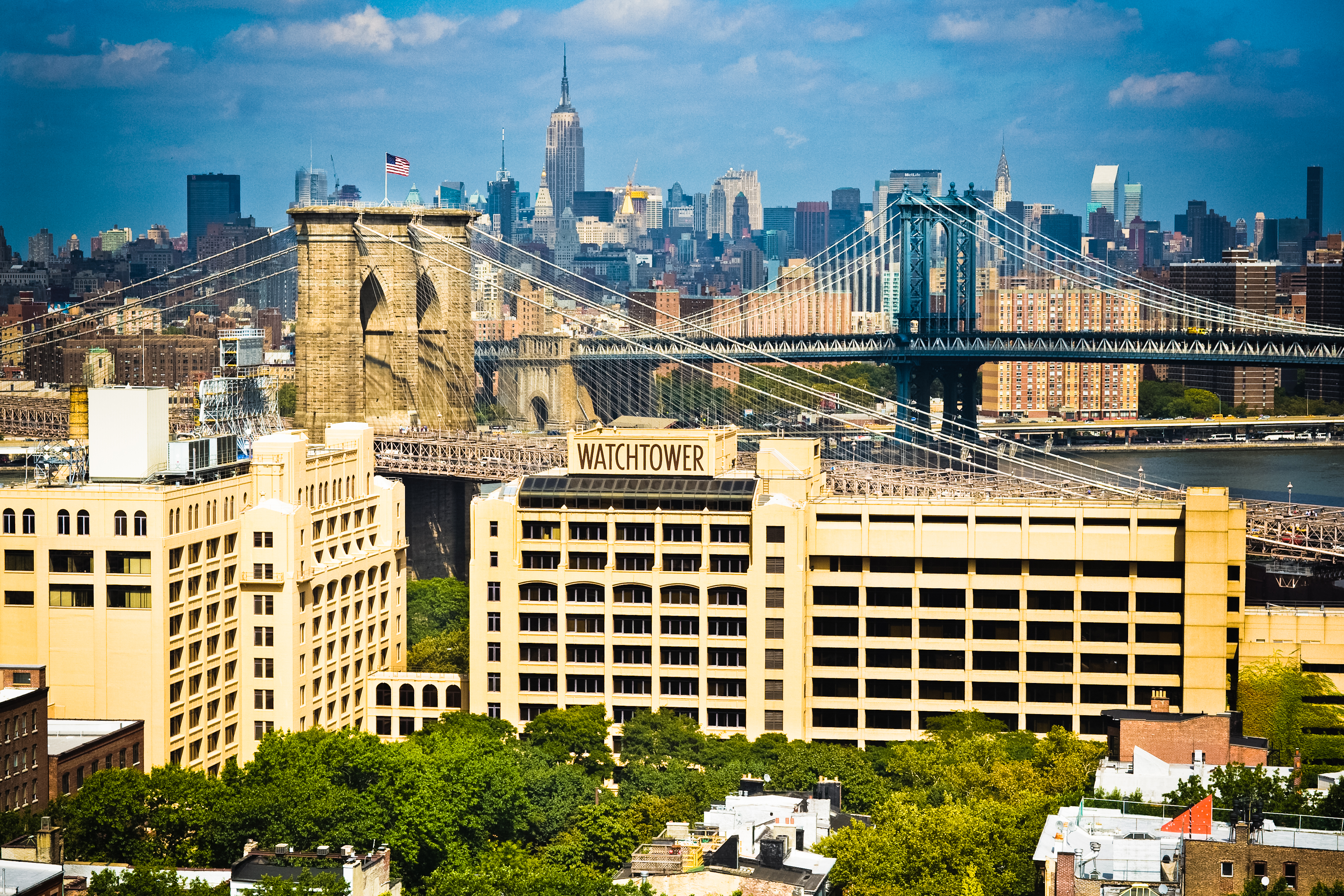
Бывшее здание Руководящего центра в Нью-Йорке (с 1969 по 2016 год)

В последующие годы президентами Общества становятся Фредерик Вильям Френц (с 1977 по 1992 год) и Милтон Джордж Хеншель (с 1992 по 2000 год). С конца 80-х годов XX века из-за изменения политической ситуации стала возможной открытая деятельность Общества в странах Восточной Европы, бывшего СССР, Латинской Америки, Африки. 7 октября 2000 года Хеншель ушёл в отставку с поста президента Общества Сторожевой Башни, став первым главой, сложившим полномочия, за всю историю организации. Его сменяет на этом посту Дон Адамс. Касательно личности Дона Адамса как руководителя отмечается, что он простой управляющий, не стремящийся подчинить себе руководящий совет, как это делали предыдущие президенты.
С 2016 года президентом Общества Сторожевой Башни стал Роберт Сиранко.
С 1970-х годов и по настоящее время основным руководящим органом свидетелей Иеговы и всех относящихся к ним юридических объединений (в том числе и Общества Сторожевой Башни) является руководящий совет, пост председателя в котором ежегодно переходит по кругу. На 2024 год руководящий совет состоял из 11 человек.

### Свидетели Иеговы в Российской империи и в СССР
История Свидетелей Иеговы в России началась в XIX веке. Начало распространения учения Свидетелей Иеговы (в то время — Исследователей Библии) в России и Казахстане обыкновенно связывают с именем Семиона Козлицкого — выпускника духовной семинарии. Первые свидетели Иеговы появились на территории России около 1877 года. Именно в это время в «Сторожевой башне», издающейся начиная с 1879 года, содержится упоминание о том, что экземпляры журнала направляют в Российскую империю. В Российской империи свидетели Иеговы официально зарегистрированы 24 сентября 1913 года.
В советское время (с конца 20-х годов) за отказ отречься от своих убеждений свидетели Иеговы подверглись преследованиям и тюремным заключениям, многие из них были сосланы. На территории СССР противодействие свидетелям органами НКВД за приписываемые им «антисоветскую пропаганду» и «шпионаж» проводилось с 1945 года. В 1949 и 1951 годах осуществлялись массовые переселения свидетелей Иеговы и членов их семей в Сибирь, Казахстан и на Дальний Восток, что способствовало распространению их учения в местах ссылки. Наиболее крупномасштабной операцией по высылке членов этой организации в Сибирь стала операция «Север», когда за двое суток (1 и 2 апреля 1951 года) тысячи свидетелей Иеговы и членов их семей были вывезены в Сибирь. Впоследствии свидетели Иеговы, депортированные в Сибирь, были полностью реабилитированы и признаны жертвами политических репрессий.
27 марта 1991 года был зарегистрирован Управленческий центр организаций «Свидетели Иеговы в СССР».

### Свидетели Иеговы в нацистской Германии
С 1933 по 1945 год свидетели Иеговы (известные в Германии как «Бибельфоршер» — Исследователи Библии) были запрещены в нацистской Германии. Свидетели Иеговы отказывались признавать Гитлера фюрером, произносить нацистское приветствие, служить в нацистской армии и участвовать в производстве вооружений, хотя главной причиной преследований был отказ от несения воинской повинности (вероучение свидетелей Иеговы содержит полный запрет на участие в боевых действиях, вне зависимости от того, носит ли война агрессивный или оборонительный характер). Не менее 2000 германских свидетелей Иеговы были заключёнными концлагерей по категории «Бибельфоршер» (лиловый треугольник), неустановленное число свидетелей Иеговы были заключёнными других категорий (политические, асоциальные, евреи и др.). Всего в нацистских концлагерях побывало около 11200 свидетелей Иеговы, из них 270 было расстреляно, ещё 1220 умерло от других причин.
Среди узников концлагеря Аушвиц-Биркенау категории IBV было зарегистрировано, по крайней мере, 138 человек (главным образом немецкой национальности); всего свидетелей Иеговы в концлагере «Аушвиц-Биркенау» было не менее 387.
Директор исследовательского института при Американском мемориальном музее геноцида Майкл Баренбаум писал: «Это единственные люди, которых преследовали не за то, что они делали (или кем они были), а за то, что они не делали».
Вместе с тем, критики организации указывают на попытки немецких свидетелей Иеговы найти взаимопонимание с нацистскими властями, чтобы предотвратить гонения на верующих. Так, на конгрессе, прошедшем 25 июня 1933 года в берлинском районе Вильмерсдорф, была принята резолюция, известная как «Декларация фактов» (нем. Wilmersdorfer Erklärung, англ. Declaration of facts), которая была распространена тиражом в 2,1 миллиона экземпляров. В данной декларации свидетели Иеговы убеждали нацистское правительство в том, что они разделяют идеалы, провозглашённые нацистским правительством (семейные ценности, свобода вероисповедания, ответственность человека перед Богом), не поддерживают и не поддерживаются англо-американскими империалистами и евреями, угнетающими германский народ, и не представляют угрозы для безопасности германского народа. По мнению немецкого историка Габриэле Йонан, в действительности целью «Декларации» было опровергнуть обвинения в бунтарской деятельности и подчеркнуть политический нейтралитет свидетелей Иеговы. Обвинение в том, что это обращение содержало антииудейские высказывания и представляло собой попытку «заискивания» перед Гитлером, является, по мнению учёного, ошибочным.

## Организация и управление
Для организации свидетелей Иеговы характерен иерархический принцип организации, называемый «теократическим правлением», отображающим их представления о том, что они являются организацией Бога на земле. До 1976 года основная руководящая роль принадлежала президенту Общества Сторожевой Башни. В результате организационных реформ 1976 года полномочия президента Общества были значительно урезаны. До 1938 года старейшины собрания избирались самими собраниями. В 1938 году демократический принцип управления собраниями сменился «теократическим», старейшины собрания начали назначаться высшим руководством организации.
Организация возглавляется Руководящим советом, штаб-квартира которого находится в Бруклине (Нью-Йорк). Члены Руководящего совета избираются самим Руководящим советом, обычно после смерти члена совета, его отставки или исключения из членов совета. Как правило, членство в Руководящем совете является пожизненным. Все члены Руководящего совета принадлежат к классу 144 000 «помазанников», исповедующих надежду на небесную жизнь (в отличие от большинства, которые имеет «земную надежду», то есть надеются на вечную жизнь на обновлённой земле). Ежегодно Руководящий совет посылает своих представителей в разные регионы мира для обсуждения широкого круга вопросов с местными филиалами.
Руководство собраниями в странах мира осуществляется через местные филиалы (всего их на данный момент 91). В каждом филиале назначается комитет филиала, который состоит из трёх—семи, а порой и более членов и наблюдает за деятельностью в странах, находящихся в ведении этого филиала. В некоторых филиалах есть типографии, часть из них оборудована высокоскоростными ротационными печатными машинами.
Страна или территория, подведомственная каждому филиалу, разделена на районы, объединяющие около 20 собраний. Руководство в районе осуществляется районным надзирателем. Районный надзиратель посещает каждое собрание (обычно — два раза в год), помогая местным Свидетелям в организации и проведении проповеднической деятельности в территории данного собрания.
Непосредственно отдельным собранием (объединяющим от нескольких до 200 человек, в среднем около 100) руководит совет старейшин собрания.

### Финансирование
Деятельность свидетелей Иеговы финансируется добровольными пожертвованиями, осуществляемыми как самими свидетелями Иеговы, так и сторонними людьми. Обязательные или рекомендованные взносы, а также обязанность переписывать имущество на организацию отсутствуют.
По словам представителя филиала свидетелей Иеговы в Казахстане, одно собрание Казахстана в месяц собирает 50—60 тыс. тенге (105—125 долларов США).

## Вероучение

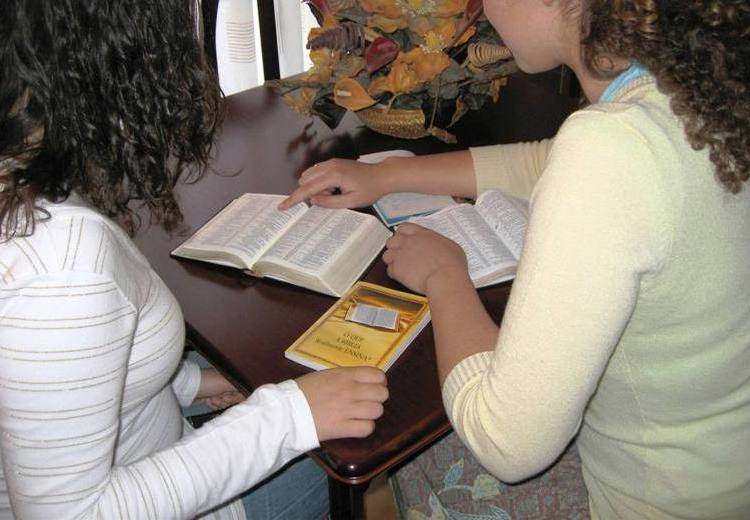
Домашнее занятие по изучению Библии

Свидетели Иеговы считают всю Библию вдохновенным Словом Бога и эталоном своих убеждений. Главными библейскими заповедями свидетели Иеговы считают любовь к Богу и ближнему. Свидетели Иеговы считают себя последователями Иисуса Христа (христианами).
Специалист по христианской догматике религиовед А. В. Саввин отмечает «неоригинальность доктрины свидетелей Иеговы», указывая, что в их вероучении находятся заимствования доктринальных положений арианства, ереси фотиниан, Маркелла, Павла Самосатского, антитринитариев монархиан-динамистов, ереси евионитов, и в обрядовой практике — тетрадитов (четыренадесятников).

### Теология
Для свидетелей Иеговы характерно отрицание учения о Троице. Богом считается только одна личность во Вселенной — Иегова. Они считают, что имя «Иегова» не распространяется на Иисуса Христа и Святой Дух, а другие наименования Бога считают титулами. Свидетели Иеговы считают, что они восстановили практику употреблении имени «Иегова», которая существовала в христианстве первого века. В Переводе нового мира имя «Иегова» употребляется не только в Ветхом Завете, но и в Новом. По их убеждениям, Иисус открыл это имя первым христианам, которые, будучи иудеями, придерживались до этого практики употребления имени «Адонай», которое использовалось при огласовке тетраграмматона «יהוה». Идея о возможности существования Бога в нескольких лицах считается заимствованной из язычества. Отсутствует разграничение понятий «Бог» (как сущность) и «личность Божества» или «ипостась» (как конкретный образ, «резервуар» или вместилище той же сущности), характерные для христианства. Иегова рассматривается как единственная личность, воплощающая только в себе все сверхъестественные свойства Бога. Критика ортодоксального учения о Троице основана на критике доказательств, ссылающихся на тексты Библии, и на проведении аналогий с языческими религиями.
Наименование «святой дух» не считается именем и на письме употребляется со строчной буквы. Святой дух в представлении свидетелей Иеговы — это действующая сила Иеговы, а не личность и не часть Троицы.

### Христология
Свидетели Иеговы полагают, что Иисус Христос не является Богом (Творцом), не всемогущ и не равен Богу-Отцу. Но поскольку он исполнял волю Иеговы, то был им воскрешён. При этом Христос был не обычным человеком, а первым творением Иеговы, созданным на небе раньше Адама. Он также воспринимается как божественный посланник (пророк Иеговы) и исполнитель его воли, бывший совершенным человеком на земле. Свидетели Иеговы считают Христа единственным посредником Нового соглашения (Нового завета), веря, что Иисус отдал свою жизнь в качестве выкупа, а цена его пролитой крови — основание для прощения грехов.
Свидетели Иеговы считают, что Архангел Михаил — имя Иисуса Христа, действующего в небесной сфере, до рождения на Земле.

### Природа человека
Свидетели Иеговы отрицают учение о бессмертии души. Душой считается сам человек, как и любое другое живое существо, или же его жизнь. По их мнению, человек после смерти может быть воскрешён и удостоен получить дар вечной жизни.
Природа человека после грехопадения Адама характеризуется как несовершенная. Совершенство люди могут приобрести только во время тысячелетнего периода после Армагеддона, называемого Днём суда.
Духом человека считается нематериальная безличная сила, благодаря которой человек живёт и с исчезновением которой он умирает. Существование духов умерших отрицается, но считается возможным, что демоны могут выдавать себя за умерших.
Поскольку учение о бессмертии души отсутствует, то соответственно в учении об аде и геенне огненной отсутствует представление о вечных мучениях. Ад понимается как общая могила человечества, а геенна — огненное озеро в книге Откровение (не буквальное, в понимании свидетелей Иеговы) — понимается как полное уничтожение Богом нераскаивающихся грешников (такие люди не будут воскрешены никогда). Мучение «огнём и серою» в Отк. 14:10—11 понимается как провозглашение вести о том, что Иегова истребит всех грешников. Несущие весть мучения в их понимании — символическая саранча в Отк. 9:5, под которыми понимают самих свидетелей Иеговы, распространяющих «жалящую» весть — сотни миллионов книг, брошюр и журналов.

### Эсхатология
Апокалиптические настроения занимают важную роль в мировоззрении свидетелей Иеговы. По их мнению второе пришествие Христа уже состоялось в 1914 году, когда он начал править на небесах, а присутствует (греч. παρουσία «парусия») он невидимым образом.
Дата второго пришествия Христа («парусии») несколько раз переносилась руководством организации. В первой версии второе пришествие состоялось ещё в 1874 году. Однако из последних событий видно, что они не придерживаются какой-то определённой даты. Последняя дата, с которой связывали определённые события или ожидания — 1975 год. После событий, связанных с этой датой (отход от организации большого количества разочарованных членов организации), какой-то определённой даты руководство организации больше не устанавливало.
Присутствие Христа невидимым образом сменится явным пришествием в славе (греч. ἐρχόμενον «эрхо́менон») Христа. Пока же мы живём во время, именуемое «последними днями».
С точки зрения Свидетелей Иеговы, в это время существует особый класс людей — «помазанники» или «малое стадо», число которых ограничено 144 тысячами, которые после смерти отправляются на небо (воскресая в духовных телах), и «другие овцы», включая «великое множество», не ограниченное числом, которые после Армагеддона будут жить на земле. Большая часть из этих 144 000 была собрана до 30-х годов XX века, а с этого времени Иегова собирает «великое множество», которые имеют «земную надежду» — надежду на вечную жизнь в раю на земле. К живущим в раю на земле присоединятся многие из ранее умерших — они будут воскрешены после Армагеддона.
Под Армагеддоном понимается священная война Христа с сатаной, после которой всё безбожное человечество погибнет. Живущие на земле свидетели Иеговы не будут принимать участия в уничтожении злых людей в Армагеддоне, но будут наблюдателями того, как это сделает Бог; однако воскресшие к небесной жизни свидетели Иеговы — из числа «помазанников» или 144 000 — примут под руководством Иисуса Христа непосредственное участие в истреблении злых уже как «духовные личности».
Свидетели Иеговы предвидят наступление нового мира, в котором люди всех рас будут жить в мире. В течение 1000 лет после Армагеддона будет происходить воскресение людей. В это время царём Земли сделается Иисус, а его правление будет раем на земле. После этого их ждёт последнее испытание сатаной и окончательное уничтожение сатаны и последовавших за ним.
В 2013 году социолог религии Массимо Интровинье в интервью для «Vatican Insider» (La Stampa) по итогам создания «Энциклопедии религий в Италии» описал современное состояние свидетелей Иеговы, которые в Италии являются второй по численности религиозной организацией после Католической церкви. В какой-то степени для свидетелей Иеговы по-прежнему остаётся важной идея того, что «конец света» должен играть роль решающего события в повседневной жизни верующих. Однако, начиная с 1995 года, они, как считает Интровинье, «решили, что более неуместно рассчитывать или предлагать точную дату наступления конца света». Это привело к тому, что многие свидетели Иеговы стали давать своим детям высшее образование и уделять больше внимания профессии, работе, вопросам культуры и спорта, хотя они, как и ранее, мало интересуются политикой.

## Религиозные службы и практики

### Поклонение Богу

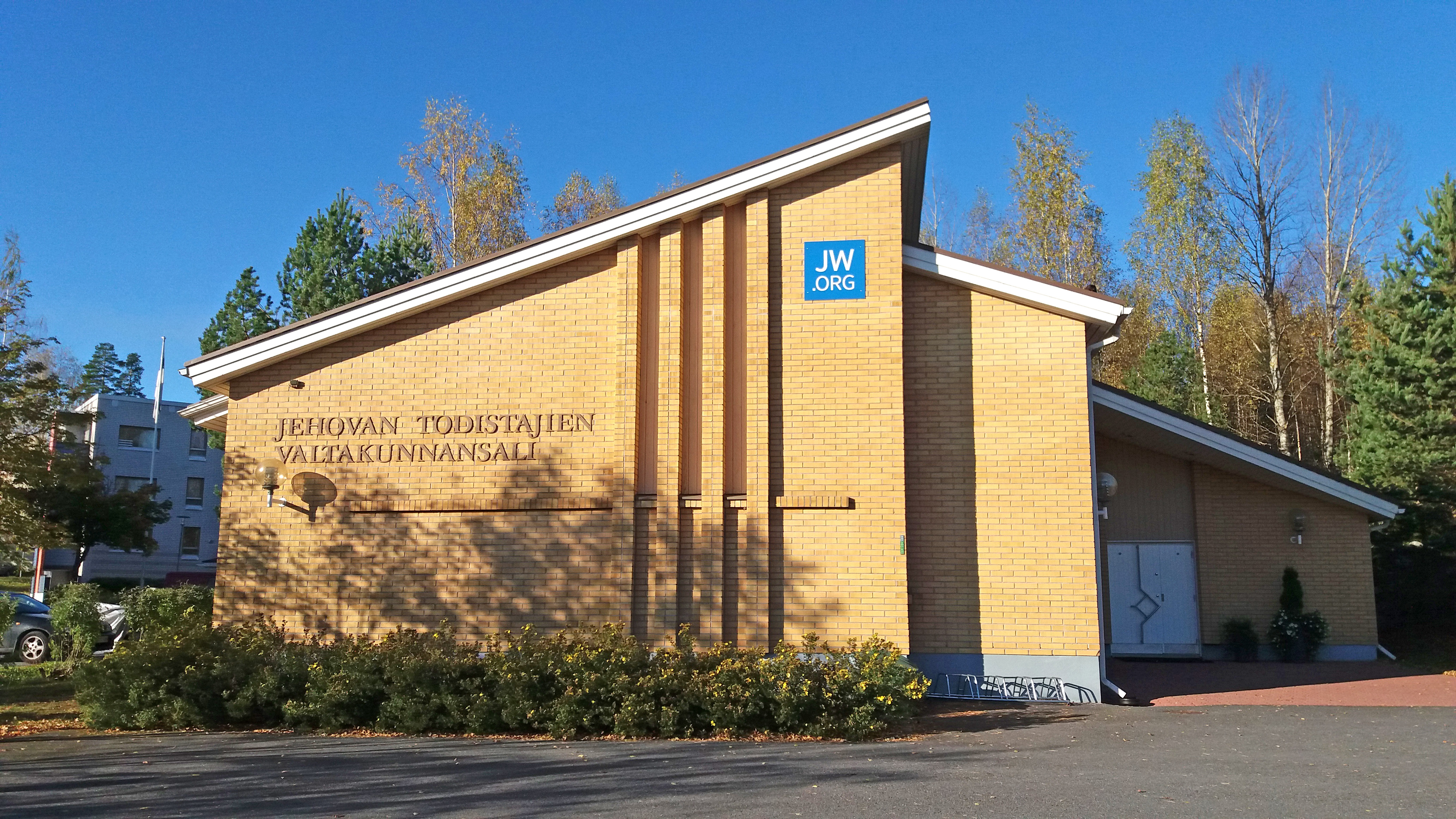
Зал Царства в Куопио (Финляндия)

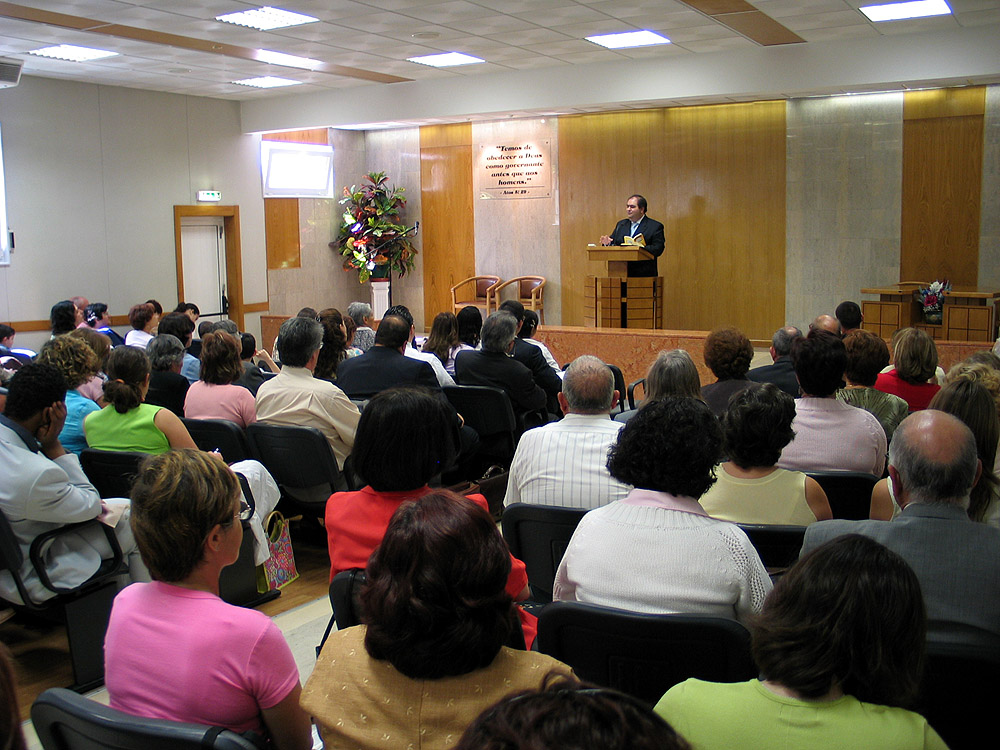
Встреча в Зале Царства в Португалии

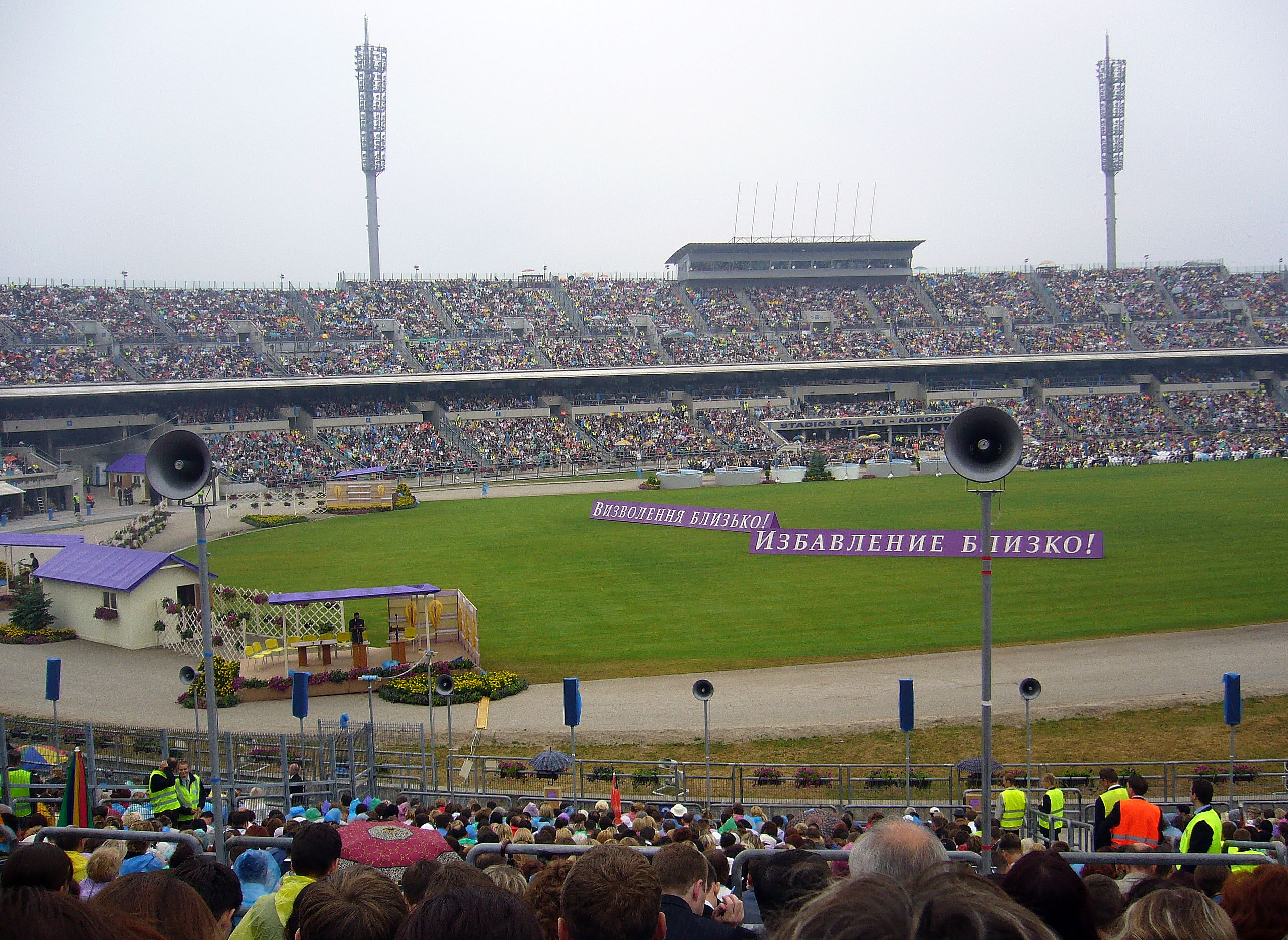
Международный конгресс свидетелей Иеговы в Катовице (Польша), 2006

Свидетели Иеговы верят в то, что поклоняться можно только Иегове. Отвергается почитание Троицы, икон, креста как явное противоречие Библии. При этом крест отвергается как небиблейский символ. Хотя до 15 октября 1931 года изображение креста и короны имело место на обложке «Сторожевой башни». С 31 января 1936 года свидетели Иеговы стали выступать против использования креста в качестве символа христианства, опираясь на книгу президента Общества Джозефа Рутерфорда «Богатства» (Riches), который утверждал, что Иисус был распят не на кресте, а на столбе. Рутерфорд, в свою очередь, опирался на исследования современных ему библеистов. «Перевод нового мира» переводит греческое слово σταυρός (ставрос) как «столб мучений».
Свидетели Иеговы отвергают праздники Рождество и Пасха. Однако они практикуют Вечерю воспоминания смерти Иисуса Христа, аналогичную чистому четвергу. В 1998 году по всему миру Вечерю посетило около 14 млн человек (считая приглашённых), а на пространстве бывшего СССР в 1996 году — более 500 тыс. человек. Во время Вечери символами являются опресноки (маца) и сухое красное вино, которые вкушать могут только те, кто считает себя причастным к 144 тысячам «повторно крещённых небесным крещением и прошедших миропомазание». Вечеря воспоминания привязывается к 14-му числу еврейского месяца нисана, дату которого в каждом году определяет руководящий совет свидетелей Иеговы по своему календарю, отличного от современного еврейского календаря, в то время как евреи празднуют Песах 15 нисана. Так, в 2004 году Вечеря воспоминания приходилась на 4 апреля, то есть за неделю до православно-католической пасхи. В 2012 году Вечеря отмечалась вечером 5 апреля, тогда как Песах по еврейскому календарю начинался после захода солнца вечером 6 апреля.
Свидетели Иеговы каждую неделю собираются в «Зале Царства», как правило, это здание, построенное добровольцами из числа самих свидетелей Иеговы. На собраниях произносится 30-минутная публичная речь, после чего следует изучение Библии по статье из журнала «Сторожевая башня», желающие из числа присутствующих в зале могут давать свои комментарии и участвовать в процессе.
Трижды в год свидетели Иеговы собираются на более крупные встречи, именуемые «конгрессами». Два конгресса проводятся в рамках района и один (трёхдневный летний) — для нескольких близлежащих районов. В связи с большим числом присутствующих, некоторые конгрессы проходят на арендуемых стадионах, аренах или больших конференц-залах (например, в Москве в 2006 году конгресс проходил на стадионе «Лужники»). Число летних конгрессов, проходящих в 240 странах и территориях, достигает 6000. В 2020—2021 годах, в связи с эпидемией коронавируса, конгрессы приходили в онлайн-формате. Раз в несколько лет в разных странах проходят ещё более крупные международные конгрессы (в России в 1992 году международный конгресс проходил на «стадионе Кирова» в Санкт-Петербурге).

### Проповедническая деятельность

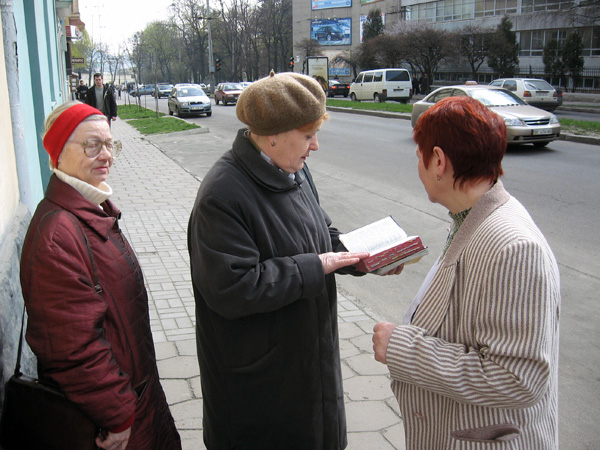
Проповедническая деятельность Свидетелей Иеговы на Украине

По словам религиоведа Сергея Иваненко, свидетели Иеговы считают, что проявлением любви к ближнему является желание рассказывать весть о Царстве тем, кто готов её слушать.
Любой член организации может, выбрав себе напарника, участвовать в проповеднической деятельности «возвещателем». Свидетели Иеговы планомерно обходят жилые дома и квартиры в заранее выбранном районе. Также некоторые из них по собственному желанию выезжают в отдалённую территорию для проповедования. В своём служении они пользуются Библией, а также журналами («Сторожевая башня», «Пробудитесь!») и другими публикациями. По данным на 2008 год, в среднем один активный возвещатель тратил на проповедь около 17 часов своего свободного времени в месяц. Возвещатель может добровольно возложить на себя обязательство проповедовать определённое число часов в месяц или год (стать т. наз. «пионером»). С 1920 по 2023 год каждый возвещатель сдавал ежемесячный статистический отчёт, включающий число часов, проведённых в служении в течение месяца. С ноября 2023 года правило было изменено: все возвещатели, кроме пионеров, указывают в отчёте только сам факт участия в служении в течение месяца.
К проповеди свидетелей Иеговы восприимчиво всего около 1—2 % населения Земли. Например, социологическое исследование, проведённое в Финляндии в конце 1990-х годов, показало, что интерес к проповеди свидетелей Иеговы проявляют только около 2 % населения страны. При этом лишь малая часть услышавших проповедь примыкает к организации. По подсчётам религиоведа Сергея Иваненко, к 1998 году на то, чтобы один человек крестился как свидетель Иеговы, требовалось более 3000 часов проповеди (считая проповедь тем, кто не хочет слушать). Однако ввиду широких масштабов проповеди число крестившихся оказывается заметным: в 1998 году свидетели Иеговы проповедовали суммарно по миру почти 1,2 млрд человеко-часов, а число крестившихся составило более 316 тыс. человек.

### Издательская деятельность и литература свидетелей Иеговы
Свидетели Иеговы издают большое количество литературы для своей проповеднической деятельности, наиболее известными являются журналы «Сторожевая башня» и «Пробудитесь!». До 1991 года издания свидетелей Иеговы продавались по себестоимости, а с 1991 года распространяются бесплатно.
В 1950—1960-х годах свидетели Иеговы издали собственный перевод Священного Писания — «Перевод нового мира» на английском языке, который затем несколько раз пересматривался и переиздавался (последний раз в 2013 году) и был переведён на большое число языков. Его русская версия вышла в 2001—2007 годах, последнее переиздание произошло в 2021 году.
Для издания литературы одновременно на большом числе языков свидетели Иеговы разработали многоязычную электронную издательскую систему, известную как «MEPS».
С 2014 (на русском — с 2015 года) работает онлайн-телеканал («JW Broadcasting»).

### Вступление и исключение из организации, прекращение общения с исключёнными
Человек может стать свидетелем Иеговы после того как прошёл курс изучения Библии с кем-то из свидетелей Иеговы по специальному пособию. Изучение в среднем может занимать от 6 месяцев до года. В 1945 году свидетели Иеговы проводили более 100 тыс. изучений, в 1969 — более 1 млн, в 1984 — более 2 млн, а в 1998 — более 4,3 млн. Значительная часть тех, кто изучал Библию, в итоге не становятся свидетелями Иеговы.

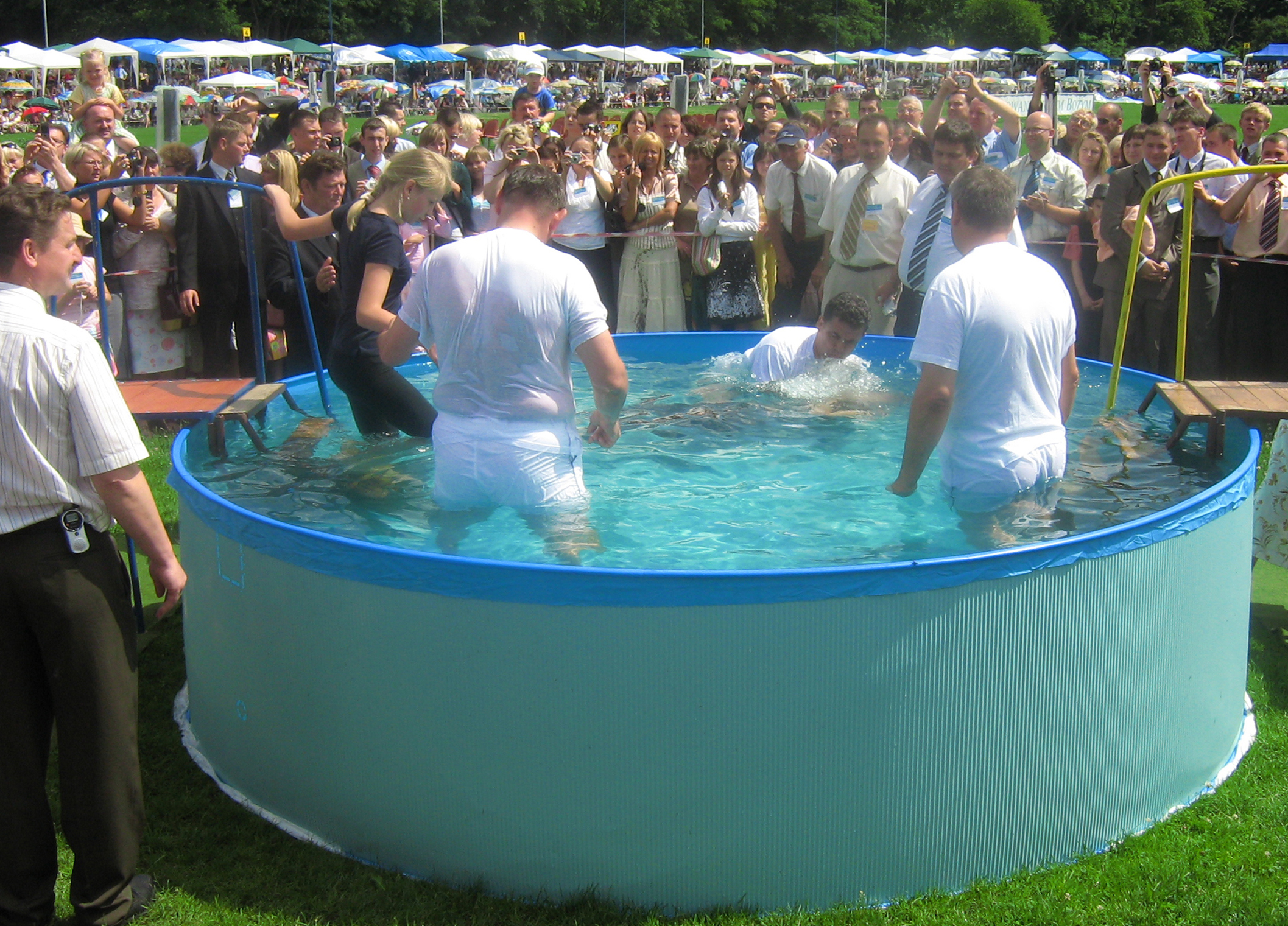
Крещение новых членов на конгрессе в Щецине (Польша), 2008

Для вступления в организацию изучающий должен осознанно принять учения и привести жизнь в соответствии с нравственными нормами, проповедуемые организацией, начать проповедовать, а затем принять крещение. Решение о том, может ли желающий начать проповедовать и креститься, принимают старейшины, проводя собеседование. Крещение обычно производится на конгрессах и осуществляется полным погружением в воду. Свидетели Иеговы практикуют массовое крещение в открытых бассейнах.
Так как дети не могут выполнить такие требования, свидетели Иеговы не проводят крещение младенцев.
Крещёный свидетель Иеговы может быть исключён из организации по следующим причинам:
- Совершение тяжёлого греха при отсутствии раскаяния в нём. Наиболее частой причиной исключения является блуд (сексуальные отношения до брака) или прелюбодеяние; также тяжкими грехами считаются, например, пьянство, курение, наркомания и воровство[191][192][120]. На 1999 год в каждом собрании Москвы исключалось по причине согрешения в среднем от 1 до 3 человек в год[193].
- Распространение учений, которые свидетели Иеговы считают ложными и противоречащими принятому ими пониманию Библии (отступничество)[194]. По мнению религиоведа C. И. Иваненко, благодаря исключению отступников организация свидетелей Иеговы сумела сохранить религиозное единство, а те группы, которые в разное время и в разных странах откалывались от неё, утратили своё влияние, большинство из них распались[194]. Христианин, несогласный с тем или иным учением, будет исключён в том случае, если он настойчиво продолжает создавать разобщённость среди соверующих (при этом такое исключение будет считаться оправданным, даже если толкование, из-за которого член был исключён, позже будет признано ошибочным и пересмотрено)[195].
- Личное желание покинуть данную религию (отречение от веры)[196][197]. Такое возможно и в случаях, когда организацией вносятся уточнения в толкование библейских учений, но некоторые члены отказываются принять эти изменения[194].

Исключение из организации производится лишь в исключительных случаях и применяется по решению «правового комитета», состоящего из трёх старейшин. Причина исключения не разглашается. Ранее (до 2024 года) после исключения остальные члены религии не имели права продолжать общение с исключённым человеком. При этом близкие и родные могли продолжать общение только бытового характера, ни в коем случае не общаясь на религиозные темы. Описанные последствия наступали независимо от причины, по которой произошло исключение, в том числе и в случае добровольного отречения. В 2024 году Руководящий совет внёс уточнение, что если исключённый не является отступником, его можно приветствовать и коротко пообщаться, например, чтобы пригласить его на встречу собрания. Исключённому разрешается посещать встречи собрания и конгрессы, если он не нарушает на них порядок и не препятствует их проведению.
Исключённый через некоторое время может вернуться в организацию при наличии желания и устранения причины, приведшей к исключению. Многие из исключённых позднее раскаиваются и возвращаются в организацию, другие из них не возвращаются никогда. Решение о восстановлении всегда принимает совет старейшин того собрания, в котором было принято решение об исключении.
Тема исключения из собрания муссируется некоторыми противниками свидетелей Иеговы, хотя практика отлучения не является уникальной для данной религии и в той или иной форме практикуется различными конфессиями, включая католицизм, иудаизм и ислам.

## Свидетели Иеговы и общество

### Отношение к политике и военной службе
Свидетели Иеговы не участвуют в выборах, как и не приветствуют главу государства, считая их частью поклонения «кесарю», в то время как служить следует только Иегове. Отказываются исполнять государственный гимн, отдавать честь флагу, гербу и другим государственным символам.
Считается неприемлемым участие в каких-либо политических партиях и общественно-политических организациях. Свидетели Иеговы не агитируют ни за какие политические партии и не выставляют свои кандидатуры во время выборов. Не поощряется развивать и высказывать политические убеждения и предпочтения.
Неприемлема служба в армии, даже если отказ от службы влечёт за собой уголовное преследование и тюремное заключение. На практике обязательная служба в армии обычно заменяется на альтернативную гражданскую службу (в странах, где она есть). При этом даже на ней свидетели Иеговы последовательно отказываются от любой работы, связанной с работой в военных организациях. По данным эксперта Института прав человека Л. С. Левинсона на 2009 год, свидетели Иеговы составляли 75 % от общего числа граждан, проходящих альтернативную гражданскую службу в России. Некоторые свидетели Иеговы привлекаются к административной и уголовной ответственности за уклонение от призыва (включая отказ от прохождения альтернативной гражданской службы в невоенных организациях, находящихся в ведении Министерства обороны).
Свидетели Иеговы не участвуют в военных конфликтах ни с одной из сторон, однако во время них организуют гуманитарные миссии как для своих единоверцев, так и для окружающих людей. Например, осуществляется реставрация разрушенных зданий, размещение беженцев, обеспечение продуктами и вещами первой необходимости.

### Отношение к дню рождения, государственным, светским и религиозным праздникам
Свидетели Иеговы не празднуют государственные праздники (Новый год, 8 марта, 1 мая, 9 мая), а также Рождество и другие ортодоксальные христианские праздники, поскольку видят в них языческое происхождение.
По тем же причинам не принято праздновать чей-либо день рождения. Свидетели Иеговы в собственной публикации «Сохраняйте себя в Божьей любви» также обращают внимание на то, что «в религии под названием сатанизм самый важный праздник — это чей-либо день рождения».
Считается неприемлемым продавать и покупать рождественские, новогодние или другие подобные им сувениры, а также поздравлять людей других убеждений с этими праздниками. В случае, если поздравляет другой человек, рекомендуется поблагодарить человека за внимание либо тактично объяснить свои убеждения.
Из всех религиозных праздников свидетели Иеговы один раз в год отмечают только Вечерю воспоминания смерти Иисуса Христа 14 нисана. Однако они могут собираться на совместные дружеские встречи, а также отмечать годовщину свадьбы.

### Отношение к образованию
Организация свидетелей Иеговы не имеет своей системы высшего богословского образования, отсутствует также практика получения высшего богословского образования в государственных учебных заведениях и в учебных заведениях, находящихся под контролем других конфессий. По этой причине среди свидетелей Иеговы нет служителей и членов организации с высшим богословским образованием (за редким, возможно, исключением). Известно, что основатели организации и первые её руководители не имели высшего богословского образования и не имели образования, необходимого для чтения Библии на языках оригинала. Это было причиной обвинения их в невежестве в вопросе богословия и библейских языков, а в результате судебных процессов против обвинителей был подтверждён сам факт отсутствия образования и необходимых знаний языков Библии.
Религиовед В. Н. Якунин утверждает, что свидетелям Иеговы не рекомендуется получать высшее образование, потому что это мешает служить Иегове.

### Отношение к другим конфессиям
Не поощряется установление тесных дружеских и личных взаимоотношений с людьми других вероисповеданий. Длительные и частые разговоры на религиозные темы свидетелей Иеговы с людьми других убеждений допускаются и поощряются только при наличии перспективы убедить последних в истинности учения Библии и привлечь внимание к Иегове. Если такая перспектива отсутствует, подобного рода длительное и частое общение не одобряется.

## Личное благочестие, этика и моральные нормы

### Семья, брак и сексуальные отношения
- Свидетелями Иеговы признаются только браки, зарегистрированные органами государственной власти[120].
- Романтические отношения (флирт, ухаживание) разрешены только для людей, имеющих намерение вступить в брак[201].
- Проводить много времени с человеком противоположного пола без твёрдого намерения создать семью (за исключением проповеднической деятельности) крайне нежелательно[26][201].
- Сексуальные отношения до вступления в брак не разрешены[193]. По данным Informburo, это приводит к тому что некоторые свидетели Иеговы рано женятся[120].
- Брак только «в Господе» (Библия, 1 Коринфянам 7:39), то есть партнёр должен состоять в организации, желательно быть её активным членом. Брак с людьми вне организации не запрещен, но крайне не рекомендован.
- Аборты запрещены, однако допускается контрацепция[120].
- Гомосексуальные связи неприемлемы[120].

### Отдых и развлечения
- Свидетели Иеговы могут читать книги и смотреть телевизор, однако при этом на них накладываются некоторые ограничения. Например, просмотр порнографии запрещён[120].

### Биоэтика и переливание крови

Бланк волеизъявления об отказе от переливания крови.

Свидетели Иеговы отказываются от переливания крови и от любых других видов приёма как цельной крови, так и любого из четырёх её основных компонентов — эритроцитов, лейкоцитов, тромбоцитов и/или плазмы (например, от приёма медикаментов, содержащих компоненты крови).
Данный запрет рассматривается свидетелями Иеговы как исполнение заповеди «воздерживаться от… крови» (Деяния 15:28, 29; 21:25). В то же самое время религиовед В. Н. Якунин отмечает, что для свидетелей Иеговы запрет на переливание крови абсолютен: особенность позиции свидетелей Иеговы в том, что сторонники учения чётко указывают на возможные опасности для здоровья и жизни пациента, связанные с переливанием крови, — и тем не менее не допускают в таком запрете никаких исключений, даже если речь идёт о спасении жизни человека (в отличие от некоторых других запретов, например, допускается обман для спасения жизни человека и приём наркотиков в медицинских целях).
Каждому члену организации настоятельно рекомендуется заполнить и постоянно иметь при себе письменный отказ от переливания крови, оформленный на специальном бланке.
Однако мнение Руководящего Совета свидетелей Иеговы по вопросам, связанным с кровью и её использованием, в разное время было неоднозначным — от полного запрета до постепенного или постоянного разрешения. Отношение свидетелей Иеговы к переливанию крови достаточно ёмко изложено в их внутренних документах.
Медицинские работники по всему миру сталкиваются с отказами свидетелей Иеговы от переливания крови и её компонентов. В некоторых случаях отказ пациентов от данной процедуры приводит к их смерти. Вместе с тем существуют исследования по «бескровной хирургии», выступающие за ограничение или полный отказ от использования донорской крови; также выпускаются пособия для врачей по оказанию помощи пациентам, отказывающимся от переливания крови (в том числе в Великобритании и России). Свидетели Иеговы не отказываются от таких альтернативных методов лечения. В некоторых случаях врачи также идут на сложные медицинские процедуры, чтобы избежать необходимости переливания донорской крови. Нередки также и случаи, когда врачи обращаются в суд с целью запретить родителям, являющимся свидетелями Иеговы, не допускать переливания крови ребёнку. В таких случаях гемотрансфузия производится по решению суда вопреки воле родителей. Между тем, суды запрещают врачам проведение переливания крови совершеннолетним свидетелям Иеговы против их воли.
Также считается неприемлемым принятие пищи, содержащей кровь.

## Критика
Наиболее часто свидетели Иеговы обвиняются в пренебрежении жизнью из-за отказа от переливания крови, в разрушении семей, в отказе от военной службы с требованием заменить её альтернативной, а иногда и в отказе от альтернативной службы.
Кроме того, из-за особенностей их учения, крещёные свидетели Иеговы, совершившие тяжёлый грех, распространяющие разделения или критикующие деятельность либо учения организации, подвергаются исключению из рядов свидетелей Иеговы (лишению общения). Некоторые из них занимают активную позицию против организации, выступая со статьями в СМИ, пикетируя их конгрессы, собрания и т. д.
В классификациях современных религиоведов нет единого мнения по поводу конфессиональной принадлежности, степени традиционности и созидательности «Свидетелей Иеговы».
Политолог Е. Н. Плужников считает, что в российском обществе отмечается значительный рост угрозы со стороны новых религиозных течений, в практической деятельности которых одновременно проявляются физическое и психическое насилие, финансовые махинации и коррупционные связи, причём по степени общественной опасности в первой тройке называет деструктивные религиозные организации сатанинской направленности, свидетелей Иеговы и Церковь саентологии.

### Негативное влияние на психику
Ряд исследователей указывают на то, что пребывание в организации свидетелей Иеговы существенно увеличивает риск развития психических заболеваний и расстройств; в том числе тяжёлых. Согласно исследованиям американского учёного, доктора философии Джерри Бергмана, частота психических заболеваний среди свидетелей Иеговы во много раз превышает средние показатели, поскольку «учение Сторожевой Башни и его субкультура существенно негативно влияет на психическое здоровье вовлечённых». Согласно данному исследованию, хотя люди, испытывающие психологические проблемы, более восприимчивы к пропаганде свидетелей Иеговы, вступление в организацию не только не решает эти проблемы, но способствует их усугублению, развитию неврозов и психозов. По утверждению Бергмана, этому способствует ряд обстоятельств. Так, большинство активных свидетелей Иеговы в силу необходимости тратить большое количество времени на проповедническую деятельность и посещение собраний вынуждены постоянно работать на непрестижных и низкооплачиваемых должностях, которые часто не отвечают их реальным способностям и амбициям. Организация учит, что жизнь добросовестных и благоверных свидетелей Иеговы должна быть счастливой, поэтому свидетель Иеговы, столкнувшись с житейскими проблемами и неурядицами, склонен во всём винить себя, что способствует формированию комплекса вины. У многих свидетелей Иеговы время от времени возникают сомнения в тех или иных положениях учения организации, которые они не могут высказать в силу страха быть исключёнными из собрания, что повлечёт за собой прекращение всех контактов с родственниками и друзьями, принадлежащими к организации.
В конце 1940-х годов шведский психиатр Риландер исследовал группу свидетелей Иеговы, отбывавших тюремное наказание за уклонение от воинской службы. Из них у 21 % были выявлены те или иные психические патологии, в то время как в общей популяции частота встречаемости этих патологий составляла 4 %. Проведённое в этот же период исследование в США показало, что частота встречаемости психозов среди свидетелей Иеговы в 17 раз превышает средний уровень. Согласно исследованию австралийского психиатра Спенсера, доля свидетелей Иеговы с диагнозом «параноидная шизофрения» вчетверо выше, чем у остального населения. При этом, по мнению Лауры Лаге, поскольку свидетели Иеговы склонны избегать психиатрической помощи, особенно госпитализации, реальное расхождение может быть ещё большим.
В диссертации английского учёного Роберта Поттера показана большая положительная корреляция между принадлежностью к организации свидетелей Иеговы и заболеваемостью клинической шизофренией.
В Башкортостане проводились исследования самосознания молодёжи, в которых участвовали мусульмане, свидетели Иеговы и обычные студенты. В соответствии с результатами исследования было отмечено, что деятельность свидетелей Иеговы оказывает на самосознание молодых людей деструктивное воздействие. Прежде всего, это выражается в их неприятии общественной и личной жизни вне стен организации, запрете на участие в политической деятельности, отвержении понятия национального и государственного, что приводит к серьёзным искажениям развития личности, формирует у неё специфическое мировоззрение и самосознание, обрекая на замкнутое существование в рамках религиозного сообщества, на выпадение из многообразия общественных отношений.
Отличительными особенностями свидетелей Иеговы религиовед Д. В. Горюнов называет единомыслие, похожесть, «запрограммированность», «роботоподобие», высокое послушание, отсутствие критичности, авторитаризм, строгий иерархизм. Личность свидетеля Иеговы, по его мнению, выделяется своей пассивностью, отчуждённостью от большинства социальных институтов, разделённостью существования между двумя мирами — Иеговы и Сатаны, культурной «обеднённостью» и социально-эскапистскими настроениями.
Исследователь организации свидетелей Иеговы, религиовед Р. В. Шилишпанов считает, что для них характерны контроль сознания и использование техник его программирования для создания у адептов культового менталитета и тотальный контроль жизнедеятельности адепта. Основные приёмы и методы манипуляции сознанием человека, используемые свидетелями Иеговы в процессе их прозелитической деятельности, по мнению Шилишпанова, заключаются в следующем:
- Использование лжи при указании собственного вероисповедания и источников веры;
- Подмена изучения Библии на изучение литературы «Общества Сторожевой башни»;
- Рассмотрение только тех мест из Священного Писания, которые подтверждают его вероучение;
- Внушение неофитам чувства избранности;
- Формируется установка на то, что любая критика свидетелей Иеговы является происками «сатаны дьявола».

#### Другие исследования
В 1998 году вице-президентом Независимой психиатрической ассоциации, врачом-психиатром высшей категории, доктором медицинских наук, профессором В. Е. Каганом в рамках судебного процесса над московской общиной свидетелей Иеговы была проведена медико-психологическая экспертиза 113 членов общины в возрасте от 18 до 35 лет, случайно отобранных по спискам, предоставленным самой организацией. Согласно заключению экспертизы, исследование позволяет «отвергнуть предположение о деструктивном влиянии организации свидетелей Иеговы на структуру личности её членов», а также выявляет «позитивное влияние пребывания в организации на внутриличностные установки, характеризующие социально значимые сферы личностных отношений и психологический баланс личности». В исследовании В. Е. Каганом отмечается, что использованная методика семантического дифференциала предоставила возможность «заглянуть в душу» и на глубоком уровне личности отследить индивидуальные установки, мотивирующие совершение поступков, а не декларирование взглядов. Головинский суд оценил заключение исследования как «одностороннее». Впоследствии суды перестали привлекать членов «Независимой психиатрической ассоциации» в качестве экспертов.
В 1998 году в преддверии миллениума психологи Нил Моррис и Мартин Джонсон изучили апокалиптические убеждения 60 англоязычных представителей трёх религиозных деноминаций. В исследовании приняли участие 20 свидетелей Иеговы, 20 католиков и 20 методистов в возрасте от 20 до 35 лет. Во всех трёх группах была выявлена положительная взаимосвязь между верой в возможность апокалиптических событий и сплочённостью единоверцев. Согласно исследованию, по сравнению с католиками и методистами у свидетелей Иеговы более высокий уровень апокалиптических ожиданий вместе с более высокими показателями по шкалам социотропии (уровень стремления верующего к хорошим межличностным взаимоотношениям) и автономии отрицания (уровень неприятия верующим внешнего контроля).
В 2005 году в журнале «Psychological Reports» члены организации свидетелей Иеговы, доктор психологии Робинетти Оддои (англ. Robinette T. Oddoye) и профессор маркетинга из Говардского университета Филимон Оуеволи (англ. Philemon Oyewole) опубликовали результаты опроса 750 психологов со степенью Ph.D, случайно отобранных из числа Американской психологической ассоциации. Целью опроса было выявление отношения психологов к советам по воспитанию детей, которые даются в литературе Общества Сторожевой башни. Исследование показало высокую степень согласия с советами среди тех опрашиваемых, которым ничего не сообщали об источнике этих советов. (Советы же по раннему ухаживанию, добрачному сексу и занятиям спортом были поддержаны меньше.) Однако психологи, которым показывали те же советы, но с указанием источника, продемонстрировали значительно более низкую степень согласия, что, по мнению авторов исследования, свидетельствует о предвзятости.

### Последствия прекращения общения с исключёнными из собрания
По мнению некоторых критиков, учитывая фактический запрет для свидетелей Иеговы на установление тесных доверительных отношений с людьми, не состоящими в организации свидетелей Иеговы, исключение из собрания, неизбежно связанное с потерей всего круга социальных связей, является тяжёлым психологическим ударом, часто — сдерживающим фактором для лиц, фактически разочаровавшихся в вероучениях свидетелей Иеговы. Согласно исследованиям британского социолога Эндрю Холдена, некоторые свидетели Иеговы, которые разочаровались в организации и её учении, остаются в ней из страха разрыва отношений с друзьями и членами семьи.

### «Перевод нового мира»
«Перевод нового мира» подвергается критике главным образом за:
- Использование имени Иегова в Новом Завете[245]
- Перевод древнегреческого слова παντα выражением «всё остальное» в стихах Лк. 11:41, Кол. 1:16, 17, 20[245][246]
- Перевод древнегреческого слова πνεῦμα выражением «вдохновлённое высказывание» в стихах 2 Фессалоникийцам 2:2, 1 Иоанна 4:1—3, Откровение 16:13—14[245]
- Перевод древнегреческого слова ἐν выражением «в союзе с» («в единстве с»)[247]

Христианские богословы и историки христианства считают употребление имени Иегова в тексте Нового Завета совершенно необоснованным. Они указывают на то, что имя Иегова (Яхве) отсутствует во всех известных (более чем 5 000) древних рукописях Нового Завета на языке оригинала. Кроме этого, нет никаких упоминаний этого имени во всех документах по истории христианства, как христианского, так языческого или иудейского происхождения. Только в некоторых случаях в рукописях встречается тетраграмматон, но без транскрипции на другой язык. Однако в пользу того, что имя Иегова (Яхве) использовалось в Новом Завете, комитет «Перевода нового мира» предоставляет следующие аргументы:
- В рукописях Еврейских Писаний, которые были в ходу во времена Иисуса и его апостолов, Божье имя встречалось много раз;
- Имя Бога (во времена Иисуса и его апостолов) встречался также в Греческих переводах Еврейских Писаний;
- В Христианских Греческих Писаниях говорится о том, что Иисус часто употреблял имя Бога и открывал его людям;
- В Христианских Греческих Писаниях встречается сокращённая форма Божьего имени (во фразе «аллилуйя», евр. халелу Йах, что означает «восхваляйте Йах». Йах — сокр. форма имени Бога);
- Как следует из ранних иудейских письменных источников, христиане из евреев использовали Божье имя в христианских рукописях;
- Было бы нелогично, если бы в Ветхом Завете имя Бога появлялось, а в её боговдохновенном продолжении (Новом Завете) оно вдруг бы исчезло[250].

Филолог и автор известных книг по библеистике Руслан Хазарзар (Смородинов) отмечал непоследовательность этого перевода, наличие вольной передачи текста в угоду конфессиональным предпочтениям: «Во всяком случае нельзя не отметить безосновательную вставку слова „остальное“ в стихе Кол. 1:16: „Посредством его сотворено всё остальное“. Вставка этого слова, которого нет ни в одной греческой рукописи, является откровенной фальсификацией, отвечающей учению Общества Сторожевой башни». По мнению Хазарзара, «„восстановление“ Божьего имени в Новом завете в Переводе нового мира даёт основание считать данное издание не переводом, а толкованием».

### Богословие свидетелей Иеговы
По мнению религиоведа Р. В. Шилишпанова, богословие свидетелей Иеговы имеет на сегодняшний день крайне противоречивый характер вследствие самовольного толкования основателями и адептами организации Священного Писания и незаконченности процесса становления вероучения «Общества Сторожевой башни». В ходе эволюции религиозной системы свидетелей Иеговы постепенно ими создавались свои «Священное Писание» и «Священное Предание», собственные «святые», особый «иконографический» стиль.

#### Отрицание креста
Христианские богословы и церковные историки считают ошибочными убеждения свидетелей Иеговы о том, что Иисус был распят на обычном столбе, а не на кресте (то есть на столбе с поперечной перекладиной, расположенной ниже вершины столба):
На протяжении многих лет Исследователи Библии рассматривали крест как символ христианства. У них даже был значок «крест и корона». В Синодальном переводе говорится, что Иисус просил последователей взять свой «крест», и многие люди уверовали, что Иисуса казнили на кресте (Матфея 16:24; 27:32). Десятилетиями этот символ появлялся и на обложке журнала «Сторожевая башня».
В книге «Богатства» (англ.), опубликованной Обществом в 1936 году, разъяснялось, что Иисуса казнили не на кресте, а на вертикально стоящем колу, или столбе.
— Сияние света — сильное и слабое (Часть первая). Цит. по: «Сторожевая башня», 15 мая 1995. — С. 20—21.
В Переводе нового мира греческое слово σταυρός (ставрос), которое в Библии традиционно переводится словом «крест», переведено как «столб мучений». При этом создатели Перевода нового мира ссылаются на мнение тех исследователей, которые придерживаются точки зрения о языческом происхождении креста в христианстве, хотя, как отмечают их оппоненты, во времена Римской империи слово σταυρός употреблялось не только в своём первичном значении, но и для обозначения орудия казни, которое имело различную форму: от простого столба до Т-образного, четырёхконечного или даже шестиконечного креста. В подтверждение своих слов оппоненты свидетелей Иеговы, как правило, ссылаются на документы христианства IV—V веков и данные археологии, которые, по мнению критиков, противоречат утверждениям свидетелей Иеговы и светских историков о распятии Иисуса на столбе.

### Отношение к обществу, политике, социальным институтам
По мнению религиоведа Д. В. Горюнова, для мировоззрения свидетелей Иеговы характерны:
- отстранённое отношение к обществу;
- демонизация основных социальных институтов;
- пассивное отношение к общественной и политической деятельности;
- невключённость в культурную и образовательную жизнь;
- социальный эскапизм.

Кандидат политических наук, старший научный сотрудник Казахстанского института стратегических исследований при Президенте Республики Казахстан М. Б. Асанбаев считает, что в политико-религиозных реалиях Казахстана установки свидетелей Иеговы опасны с точки зрения развития конфликтности, поскольку свидетели Иеговы, будучи широко представленными, имея разветвлённую сеть ячеек и внешнюю финансовую поддержку, не признают «историческую легитимность» традиционных религий. Асанбаев также выражает мнение, что наиболее бросающейся в глаза поведенческой нормой у свидетелей Иеговы является «почитание культа личности, выражающееся в полном и беспрекословном подчинении руководству», и что «эта структура — одна из самых агрессивных и тоталитарных, абсолютно не приемлет инакомыслия».

### Отношения с Департаментом общественной информации ООН (1992—2001)
8 октября 2001 года в британской газете «Гардиан» появилась статья с обвинением руководства свидетелей Иеговы в лицемерии. Такое обвинение было выдвинуто автором статьи Стивеном Бейтсом в связи с тем, что Общество Сторожевой Башни (ОСБ) учило свидетелей Иеговы посредством своих публикаций воздерживаться от какого бы то ни было участия в политической жизни (сохранять «христианский нейтралитет»), руководствуясь при этом политикой «двойных стандартов».
Как оказалось, начиная с 1992 года, нью-йоркская дочерняя компания Общества Сторожевой Башни — Watchtower Bible and Tract Society of New York, Inc. — получила статус неправительственной организации (НПО), ассоциированной при Департаменте общественной информации (ДОИ) Организации Объединённых Наций (ООН). Согласно существующим (и, по заверениям служащих ООН, не изменявшимся с 1991 года) критериям для ассоциации, для получения такого статуса ОСБ согласилось удовлетворять определённым требованиям со стороны ООН, включая разделение идеалов Устава ООН и популяризацию (всестороннее освещение) деятельности ООН в виде «эффективных информационных программ, посвящённых деятельности ООН, посредством публикации бюллетеней, брошюр и информационных листков, организации конференций, семинаров и круглых столов и привлечения к сотрудничеству средств массовой информации». По мнению сторонних наблюдателей (включая бывших свидетелей Иеговы), поднявших этот вопрос (что и послужило поводом для статьи в «Гардиан»), данное поведение руководства свидетелей Иеговы, управлявшего на тот момент Обществом Сторожевой Башни, не соответствовало строгим принципам политического нейтралитета, изложенным в изданиях организации и было расценено как проявление «двойных стандартов». (В своих публикациях свидетели Иеговы рассматривают ООН и её предшественницу — Лигу Наций — как «зверя багряного» из библейской книги Откровение, а также «подделку» Царства Бога на земле и «мерзость в глазах Бога», предрекая им гнев Бога и уничтожение; также ООН рассматривается свидетелями Иеговы как представитель «высших властей», или «кесаря», которому необходимо повиноваться, но при этом сохранять строгий нейтралитет и не допускать какого-либо добровольного сотрудничества сверх положенного подчинения законам «кесаря».)
На следующий же день после появления статьи в «Гардиан» Общество Сторожевой Башни отозвало свой статус при ДОИ ООН. Как объясняют сами свидетели Иеговы, в требованиях 1992 года не было ничего противоречащего их вере. Общество Сторожевой Башни не подписывало никаких соглашений с каким-либо отделом ООН. Что касается «информирования общественности о целях ООН», то свидетели Иеговы широко распространяли и освещали эту информацию в своих печатных изданиях и до 1992 года.

### Судебные процессы с участием руководителей свидетелей Иеговы

#### Судебные процессы с участием Рассела
В 1913 году Рассел подавал в суд на The Brooklyn Daily Eagle и Дж. Росса. Как утверждает Уолтер Мартин, он проиграл оба дела.

#### Судебные процессы с участием Рутерфорда
По утверждению Уолтера Мартина, отстранённый от работы ведущий юрист Общества Сторожевой Башни Олин Мойл обвинил в 1939 году второго президента Общества Рутерфорда, а также ряд членов Совета директоров Общества в клевете и выиграл это дело в 1944 году (через два года после смерти Рутерфорда). Суд вынес решение выплатить ему 25 000 долларов.

### Стратегия теократической войны
Критик свидетелей Иеговы Джерри Бергман утверждает, что в религиозной организации Свидетелей де-факто разрешено обманывать и утаивать правду, если этого требуют интересы организации или если это необходимо для соблюдения её внутрикорпоративных правил. В частности он ссылается на упоминаемый в изданиях Общества принцип «теократической войны» (англ. theocratic war doctrine), заключающийся в следующем: «враги» организации считаются слугами Сатаны и от них следует скрывать информацию, могущую быть использованной во вред организации или другим свидетелям Иеговы. Следуя этому указанию, свидетели Иеговы скрывали имена и адреса братьев и сестёр, а также места проведения встреч от агентов гестапо и КГБ.

### Недостаточное владение языками, на которых написана Библия
Ряд критиков[кто?] отмечает недостаточное владение языками, на которых написана Библия. По их утверждениям, никто из членов комитета «Перевода нового мира» не был специалистом по древним языкам. В качестве примера недостаточного владения данными языками членов комитета приводится отрывок из допроса Фредерика Френца на судебном процессе в рамках так называемого «дела Уолша».
(Из протокола допроса бывшего президента Общества Сторожевой башни Фредерика У. Франца):
— Ознакомились ли вы также с древнееврейским?

— Да.

[…]

— Так что в вашем распоряжении достаточные лингвистические возможности?

— Да, чтобы использовать их в моей библейской работе.

— Я думаю, вы способны улавливать смысл, читая Библию на древнееврейском, греческом, испанском, португальском, немецком, французском?

— Да.

[стр. 7 … стр. 102]

— Вы лично умеете читать и говорить на древнееврейском, не так ли?

— Я не говорю на древнееврейском.

— Не говорите?

— Нет.

— Можете ли вы самостоятельно перевести это на древнееврейский?

— Что?

— Вот этот четвёртый стих второй главы книги Бытия?

— Вы имеете в виду здесь?

— Да.

— Нет. Я не стану пытаться.

Оригинальный текст (англ.)

— Prosecutor:Have you also made yourself familiar with Hebrew?

— Franz: Yes …

— Prosecutor: So that you have a substantial linguistic apparatus at your command?

— Franz: Yes, for use in my biblical work.

— Prosecutor: I think you are able to read and follow the Bible in Hebrew, Greek, Spanish, Portuguese, German, French.

— Franz: Yes...

— Prosecutor: Can you, yourself translate that into Hebrew?

— Franz: Which?

— Prosecutor: That fourth verse of the second chapter of Genesis?

— Franz: No.

На тему, можно ли воспринимать этот случай в суде как доказательство некомпетентности Фредерика Френца или сомнительности Перевода нового мира, продолжаются дебаты.

### Вакцинация
По утверждениям критиков, до 1952 года свидетелям Иеговы было запрещено делать прививки:

«Поскольку вакцинация является прямым вводом веществ животного происхождения в кровяной поток, — по сей причине вакцинация является прямым нарушением закона Бога Иеговы»— The Golden Age, 24 апреля 1935 года. — С.465.

### Обвинения в педофилии
Британский социолог религии, заместитель директора ИНФОРМ Аманда Ван Эк Дёймаер Ван Твист отмечает, что бывшими свидетелями Иеговы создаются сайты (silentlambs.org), где обсуждаются случаи насилия и сексуального насилия в среде свидетелей Иеговы.
Некоторые СМИ утверждают, что ряд активных членов свидетелей Иеговы, в том числе занимающих ответственное служение в местных собраниях, многократно обвинялись в развращении малолетних (педофилии). Б. Андерсон, работавшая в писательском отделе Всемирного управленческого центра Свидетелей Иеговы, предоставила суду документы, доказывающие, по её мнению, что организация:
- имеет специальный документальный бланк для этих заявлений, а также базу данных только для внутреннего пользования;
- сознательно скрывает преступления, принуждает молчать свидетелей и жертв;
- создало «систему двух свидетелей», которая снижает социальную защиту жертвы при участии в преступлении только двух человек — жертвы и преступника. По её мнению, принцип двух свидетелей (Втор. 17:6, 7), которым старейшины руководствуются при рассмотрении правовых дел, неприменим к делам, связанным с обвинениями в растлении малолетних.

В 2007 году официальном обращении к каналу NBC «Общество Сторожевой башни» заявило, что оно «не поощряет и не покрывает действия растлителей малолетних. Наши старейшины отлучают от организации грешников, совершивших это преступление, если те не проявляют раскаяния; случаи подобных преступлений в среде Свидетелей Иеговы редки; организация … не заставляет жертв молчать; члены имеют бесспорное право сообщить властям об этом ужасном преступлении; эти статьи ясно показывают наше стремление оградить детей от сексуального насилия». В 2019 году в комментарии казахстанской газете «Время» свидетели Иеговы также отметили, что считают насилие над детьми преступлением и признают право светский властей расследовать такие случаи. По их утверждению, старейшины сообщают жертвам и их родителям о праве заявить в полицию и не осуждают тех, кто это делает, а в некоторых случаях делают это сами, даже если закон к этому не обязывает (например, если жертве продолжает угрожать опасность).
10 июня 2009 года Уголовная палата Парижского апелляционного суда признала клеветническими утверждения о том, что свидетели Иеговы якобы покрывают растлителей малолетних. 29 сентября 2009 года Кассационный суд отклонил жалобу мсьё Брара, и решение о его осуждении за клевету вступило в законную силу.
15 июня 2012 года жюри присяжных города Окленд (округ Аламеда, штат Калифорния) вынесло обвинительный вердикт в отношении свидетеля Иеговы Джонатана Кендрика (англ. Jonathan Kendrick), признав его виновным в насильственных действиях сексуального характера в период с 1995-го по 1996 год в отношении 26-летней гражданки Кэндас Конти (англ. Candace Conti), которой в то время было 9 лет и чьи родители были свидетелями Иеговы. Кроме того, по решению Высшего суда округа Аламеда Джонатан Кендрик обязан выплатить потерпевшей 60 % назначенной судом суммы компенсационных выплат, составляющей около 7 млн долларов США. Выплата 40 % от суммы компенсационных выплат и штрафных санкций в полном объёме, составляющих около 21 млн долларов, по решению того же суда возлагается на Общество Сторожевой башни, Библий и трактатов Нью-Йорка и на местное собрание свидетелей Иеговы города Фримонт. Кроме того, в ходе апелляции вышеуказанного решения на вышеупомянутые Общество и собрание было возложено обязательство возместить понесённые противной стороной издержки по апелляции в размере 17 277 299 долларов 37 центов. 58-летний Кендрик ещё в 1994 году был признан виновным в сексуальных домогательствах в отношении несовершеннолетних, однако отказывался признаваться в изнасиловании Конти, которая в интервью газете The Oakland Tribune рассказала, что в те годы лидеры организации пытались не допустить разглашения практики сексуального насилия в отношении детей, поскольку опасались судебного преследования.
Положительное решение суда в отношении Конти способствовало тому, что против «Общества Сторожевой башни» подобные иски были выдвинуты другими свидетелями Иеговы в разных частях США. Так, в 2014 году судья Верховного суда Сан-Диего Джоан М. Льюис обязала «Общество Сторожевой башни» выплатить денежную компенсацию в размере 13,5 миллиона долларов Хосе Лопесу, пострадавшему от старейшины Гонсало Кампоса — руководителя конгрегации испаноязычных свидетелей Линда-Виста в Пасифик-Бич. Лопес подал в 2012 году иск, в котором утверждалось, что он является одним из восьми детей, пострадавших от сексуальных домогательств Кампоса в период с 1982 по 1995 год.
На совещании в ОБСЕ, прошедшем в августе 2018 года, глава столичного фонда «Terra liberra» Ергали Абишев, ранее на протяжении 20 лет состоявший в организации свидетелей Иеговы, заявил о фактах педофилии в организации и о своём намерении защищать пострадавших от данной общины. По его словам, внутри общины действуют документы, запрещающие защищать свои права в правоохранительных органах. На инициированной от имени «Terra liberra» отдельной конференции приглашённым общественникам из различных стран были раскрыты нарушения со стороны иеговистов, продемонстрированы и прокоментированы документальные доказательства. 9 октября 2019 года сотрудниками Департамента полиции Алматы с санкции суда произведены следственные мероприятия в отношении этой религиозной организации, основанием для которых послужили материалы начатых по заявлениям граждан досудебных расследований по признакам преступлений, предусмотренных ст. 122 ч. 3 УК Республики Казахстан. Следствием проверяется версия совершения подозреваемыми ряда преступлений против половой неприкосновенности лиц, заведомо не достигших шестнадцатилетнего возраста.

#### Статистика
В 2007 году в британской газете The Independent в статье о свидетелях Иеговы упоминалось о некоем предположении неназванных исследователей из США, что число случаев сексуального посягательства на детей в среде свидетелей Иеговы в 4 раза превышает пропорциональные «показатели» католической церкви.
Криминолог К. Гелб (2016 г.) проанализировала 283 известных австралийской специальной Королевской комиссии приговора по делам о совершённых в контексте социальных институтов сексуальных преступления против несовершеннолетних в Австралии. Исследователь получила следующее распределение этих приговоров по типам институционных контекстов: школы и детские дома — 54,3 %; религиозные организации — 23 %; клубы — 14,5 %; медицинские учреждения — 2,8 %. Доля религиозных организаций (23 %), в свою очередь, распределилась следующим образом: Католическая церковь — 61,5 %; Англиканская церковь — 21,5 %; свидетели Иеговы — 3,1 %; пятидесятники — 3,1 %; Лютеранская церковь — 1,5 %; Объединяющая церковь в Австралии — 1,5 %.
По данным комиссии по состоянию на 2015 г., австралийский филиал свидетелей Иеговы хранит за период начиная с 1950 г. данные о 1006 членах организации, против которых поступала информация о совершении ими сексуального насилия над детьми; для сравнения, это составляет 1,5 % от общего числа активных членов организации в Австралии в 2016 году (не путать с общим числом активных членов за весь период с 1950 по 2015 год). При этом к категории «сексуальное насилие над детьми» в организации относят не только сексуальный контакт, но и такие действия, как домогательство, сопричастность к детской порнографии, эксгибиционизм, секстинг и вуайеризм.

## Свидетели Иеговы в средствах массовой информации и мировой культуре
| Год  | Книга, фильм                                         | Жанр                                                          |
| ---- | ---------------------------------------------------- | ------------------------------------------------------------- |
| 1960 | «Божьи свидетели»                                    |                                                               |
| 1993 | «Идеальный мир»                                      | Художественный фильм                                          |
| 1998 | «Знакомьтесь: Свидетели Иеговы»                      | Документальный фильм                                          |
| 2006 | «Стук в дверь»                                       | Документальный фильм                                          |
| 2008 | «Два мира»                                           |                                                               |
| 1969 | «Чёрный тополь» (Полина Москвина и Алексей Черкасов) | Исторический роман                                            |
|      | «Возвращение Валентины Пилявской» (В. Харазов)       | Документальная повесть (журнал «Наука и религия» за 1979 год) |
| 2017 | «Огола и Оголива» (Ольга Шорина)                     | Художественная книга                                          |
| 2020 | «Начало»                                             | Художественный фильм                                          |

## Место свидетелей Иеговы в систематике религий
Вероучение организации имеет много общего с учением неортодоксальных направлений в христианстве (антитринитарии), но отличается специфическим трактованием многих религиозных понятий, что затрудняет его классификацию. Ввиду этого, среди религиоведов нет единого мнения о том, к какой группе религий отнести свидетелей Иеговы.
Некоторые религиоведы считают свидетелей Иеговы религиозной организацией протестантского происхождения адвентистского направления (при этом сами свидетели Иеговы не относят себя к протестантам, указывая на ряд принципиальных отличий от протестантизма), некоторые другие авторы (богословы и религиоведы) — организацией парахристианского и псевдохристианского направления. При этом, по мнению ряда исследователей, в учениях свидетелей Иеговы присутствуют элементы арианства.
Некоторые российские исследователи и религиоведы причисляют свидетелей Иеговы к сектам. По мнению некоторых российских религиоведов, организация «свидетели Иеговы» сектой не является. Энциклопедия мировых религий Британники 2006 года определяет свидетелей Иеговы как приверженцев милленаристской секты, а религиовед Д. Г. Мелтон в статье в электронной версии Британники — как милленаристскую деноминацию. Также рассматривается как самостоятельная конфессия, культ и новое религиозное движение.
Определённая часть представителей христианских конфессий не считают свидетелей Иеговы ни протестантами, ни христианами в связи с существенными догматическими различиями между свидетелями Иеговы и большинством других христиан.
В США организация зарегистрирована властями как религиозная, с соответствующими налоговыми льготами.
Протесты против использования термина «секта» применительно к свидетелям Иеговы в России были урегулированы в судебном порядке. По решению суда Санкт-Петербурга № 2-237 от 4 августа 1999 г. на основании различных словарей и энциклопедий признано, что слово «секта» в отношении свидетелей Иеговы является правомерным и «не может оскорбить чьих-либо чувств». Согласно этому решению, организацию свидетелей Иеговы допустимо называть сектой. К такому же заключению пришла экспертиза учения «Свидетелей Иеговы» по гражданскому делу 2-452/99 (Головинский межмуниципальный суд САО г. Москвы).
В связи с некоторыми особенностями устройства организации (полная зависимость религиозной жизни организации от решений руководства и отсутствие выборности руководства) и сильным влиянием организации на личную жизнь членов организации причисляется некоторыми критиками к деструктивным культам и тоталитарным сектам.
В некоторых официальных документах организация классифицирована как «деструктивная религиозная организация (тоталитарная секта, деструктивный культ)»:
- в «Итоговом заявлении», «Обращении к россиянам» и «Обращении к средствам массовой информации» участников Российской научно-практической конференции «Тоталитарные секты (деструктивные культы) и права человека» (Санкт-Петербург, 11—12 января 1996 г.);
- в Аналитическом вестнике «О национальной угрозе России со стороны деструктивных религиозных организаций», подготовленном Аналитическим управлением Государственной Думы Российской Федерации (Серия: Оборона и безопасность. Выпуск 28. — М., 1996);
- в Постановлении Государственной Думы Российской Федерации «Об обращении Государственной Думы Федерального Собрания Российской Федерации к Президенту Российской Федерации об опасных последствиях воздействия некоторых религиозных организаций на здоровье общества, семьи, граждан России» от 15 декабря 1996 г.[309];
- в Информационном материале Министерства здравоохранения и медицинской промышленности Российской Федерации «К докладу о социально-медицинских последствиях воздействия некоторых религиозных организаций на здоровье личности, семьи, общества и мерах обеспечения помощи пострадавшим» (1996);
- в Обращении к участникам Республиканской научно-практической конференции «Беларусь: религиозное сектантство и молодёжь» (Минск, 18—19 декабря 1996 г.), а также в Обращении делегатов этой конференции к Президентам, Парламентам, Правительствам Беларуси, России, Украины.

## Комментарии
1. ↑  В собственном отчёте Свидетели Иеговы зачастую субъекты одной страны засчитывают, как отдельную единицу. Так, в источнике отдельной страной (территорией) названы Азорские острова, Косрае, Мадейра, Невис, Понпеи, Родригес, Рота, Сайпан, Сент-Китс, Тиниан, Чуук, Яп и др.
2. ↑  В настоящее время в мире существуют несколько направлений движения Исследователей Библии, подробнее смотрите в статье Исследователи Библии.
3. ↑  Уголовный кодекс Республики Казахстан, статья 122. Половое сношение или иные действия сексуального характера с лицом, не достигшим шестнадцатилетнего возраста

### Научная
на русском языке
- Анкерберг Д.[англ.], Уэлдон Д. «Факты о Свидетелях Иеговы» / Пер. с англ.. — Германия: Миссия Вестник Мира, 2000. — 73 с. Архивировано 2 ноября 2011 года.
- Армагеддона не будет. Сборник. — Иркутск: Восточно-Сибирское книжное издательство, 1977. — 63 с.
- Артемьев А. И. Свидетели Иеговы Казахстана и Средней Азии: ист.-религиовед. анализ. — 2-е изд., перераб., доп. — Алматы: ИД «Кочевники», 2010. — 352 с. — (Философия и история религий). — 3000 экз. — ISBN 978-601-218-004-6.
- Асанбаев М. Б. Казахстан: потенциал религиозной конфликтности и факторы риска в развитии религиозной ситуации // Центральная Азия и Кавказ. — 2006. — № 6 (48). Архивировано 9 июня 2014 года.
- Свидетели Иеговы // Атеистический словарь / Абдусамедов А. И., Алейник Р. М., Алиева Б. А. и др.; Под общ. ред. М. П. Новикова. — 2-е изд., испр. и доп. — М.: Политиздат, 1985. — С. 394. — 512 с. — 200 000 экз.
- Бартошевич Э. М., Борисоглебский Е. И. Именем бога Иеговы. — М.: Госполитиздат, 1960. — 160 с.
- Бартошевич Э. М., Борисоглебский Е. И. Искупление и жертвы // Наука и религия. — 1960. — № 4. — С. 41—48.
- Бартошевич Э. М., Борисоглебский Е. И. Бруклинская шпаргалка // Наука и религия. — 1961. — № 6. — С. 21—27.
- Бартошевич Э. М. Иеговисты // Философская энциклопедия. В 5-х т / Под ред. Ф. В. Константинова. — М.: Советская энциклопедия, 1962. — Т. 2 Дизъюнкция—Комическое. — 576 с. — (Энциклопедические словари и справочники).
- Бартошевич Э. М., Борисоглебский Е. И. Свидетели Иеговы. — М.: Политиздат, 1969. — 216 с.
- Иеговисты / Бартошевич Э. М. // Ива — Италики. — М. : Советская энциклопедия, 1972. — (Большая советская энциклопедия : [в 30 т.] / гл. ред.  А. М. Прохоров ; 1969—1978, т. 10).
- Безуглов А. А. Пришедшие из мрака. — М.: Госюриздат, 1960. — 45 с. — (Из зала суда).
- Браницкий А. Г., Корнилов А. А. Религии региона. — Н. Новгород: ННГУ имени Н. И. Лобачевского, 2013. — 305 с. Архивировано 28 июля 2014 года.
- Веснина Л. Е. Коммуникативная стратегия запугивания в текстах религиозной организации «Свидетели Иеговы» // Политическая лингвистика. — 2012. — Т. 2012, № 2. — С. 66—70.
- Гагарин Ю. В.[коми] Секта «свидетели Иеговы» в Коми АССР и её реакционная сущность. — Сыктывкар, 1963.
- Гажос В. Ф. Бегство из тьмы (о сектах иеговистов). — Кишинев, 1963.
- Гажос В. Ф. Особенности идеологии иеговизма и религиозное сознание сектантов. — Кишинев: АН МССР, 1969.
- Гажос В. Ф. Эволюция религиозного сектантства в Молдавии (историко-философский и социологический анализ) / Под ред. Э. Г. Филимонова. — Кишинев: Кишиневский политехнический институт имени С. Лазо, 1975. — 140 с. — 1500 экз.
- Герасимец А. С., Решетников Н. А. Религиозная секта иеговистов. — Иркутск: Иркут. отд-ние Всерос. о-ва по распространению полит. и науч. знаний., 1959. — 45 с.
- Герасимец А. С., Решетников Н. А. Правда об организации Иеговистов. — Иркутск: Иркутское книжное издательство, 1960. — 54 с.
- Герасимец А. С. Религиозная маскировка иеговистов. — Иркутск: Иркутское книжное издательство, 1961. — 44 с.
- Герасимец А. С. Критика идеологии современного иеговизма / Автореферат дисс. на соискание учен. степени кандидата философ. наук. — Иркутск: Иркут. гос. ун-т им. А. А. Жданова. Объедин. совет по присуждению учен. степеней по философ. наукам., 1965. — 22 с.
- Герасимец А. С. Особенности идеологии и культа «свидетелей Иеговы» в СССР. — Иркутск: Иркутское книжное издательство, 1973.
- Герасимец А. С. Теоретические и практические проблемы атеистической работы среди Свидетелей Иеговы // Информационный бюллетень ин-та научного атеизма АОН при ЦК КПСС. — М.: ИНА АОН при ЦК КПСС, 1978. — № 18. — С. 75—86.
- Головушкин Д. А. Свидетели Иеговы // Религии мира: словарь-справочник / Под ред. А. Ю. Григоренко. — СПб.: Питер, 2009. — С. 381—382. — 400 с. — 4000 экз. — ISBN 978-5-388-00466-6.
- Гордиенко Н. С. Российские Свидетели Иеговы: история и современность. — 2-е изд., испр. — СПб.: Лимбус Пресс, 2002. — 233 с.
- Горюнов, Д. В. Социальная концепция религиозного объединения «Свидетели Иеговы» / автореферат дис. … кандидата философских наук : 09.00.13. — Пермь: Перм. гос. техн. ун-т., 2006. — 26 с.
- Грисхабер Э., Грисхабер Д. Публичное разоблачение Свидетелей Иеговы. — СПб., 1999. Архивировано 24 сентября 2015 года.
- Гринев Е. А. Особенности современной религиозной идеологии и деятельности Свидетелей Иеговы и их учет в практике атеистической работы среди Свидетелей Иеговы // Информационный бюллетень Ин-та научного атеизма АОН при ЦК КПСС. — М.: Институт научного атеизма АОН при ЦК КПСС, 1978. — № 18. — С. 64—74.
- Гринев Е. А. Особенности идеологии современного иеговизма и проблемы атеистического воспитания / Автореферат диссертации на соискание учёной степени кандидата философских наук. — Киев, 1973.
- Гронвельд Я. Социальная психология и групповая динамика // Сайт Е. Н. Волкова. — 2003. копия (недоступная ссылка);
- Грудин Н. Н. Иеговизм и дети / Иркут. обл. отд-ние о-ва "Знание". Иркут. ин-т усовершенствования учителей. — Иркутск: Вост-Сиб. кн. изд., 1965. — 51 с.
- Даниленко И. М. Откуда они пришли и что проповедуют. (О реакционной сущности религиозной секты иеговистов) / И. Даниленко, канд. философ. наук.. — Сталино: Сталинское областное издательство, 1958. — 29 с.
- Дворкин А. Л. «Сектоведение. Тоталитарные секты. Опыт систематического исследования» / 3-е изд., перераб. и доп. — Н. Новгород: Христианская библиотека, 2006. — 816 с. — ISBN 5-88213-050-6.
- Дворкин А. Л. Псевдохристианская секта «Свидетели Иеговы». О людях, никогда не расстающихся со «Сторожевой Башней». — СПб.: Формика, 2002. — 160 с. — ISBN 5-7754-0037-2.
- ДеЛозиер, Роджер «Стоит ли верить в Троицу?»: Критический обзор брошюры Свидетелей Иеговы
- Евменов Д. История создания и учение Общества Сторожевой Башни / (кандидатская диссертация). — М.: ПСТБИ, 1998.
- Жуков А. В., Кондакова Н. С., Шевченко М. С. "Свидетели Иеговы" в Забайкалье. — Изд-во МГОУ, 2012. — 202 с. — ISBN 978-5-7017-1948-2.
- Зильбер А. П. Кровопотеря и гемотрансфузия. Принципы и методы бескровной хирургии. — Петрозаводск: Изд-во ПетрГУ, 1999. — 120 с.
- Иваненко С. И. О людях, никогда не расстающихся с Библией. — Республика, 1999. — 271 с. — ISBN 5-250-02696-6.
- Иваненко С. И. О людях, никогда не расстающихся с Библией. — Арт-Бизнес-Центр, 1999. — 271 с. — 100 030 экз. — ISBN 5-7287-0176-0. Архивировано 4 марта 2016 года.
- Иваненко С. И. Особенности отношений с государственными органами и конфессиями Российской Федерации религиозной организации Свидетелей Иеговы // Свобода совести и обеспечение межрелигиозного взаимопонимания: материалы научно-практической конференции. — М., 2001. — С. 126—129.
- Иваненко С. И. Свидетели Иеговы — традиционная для России религиозная организация. — М.: Арт-бизнес-центр, 2002. — 208 с. — 2000 экз. Архивировано 4 марта 2016 года.
- Иваненко С. И. Эволюция идеологии и деятельности религиозной организации Свидетелей Иеговы в России : (Соц.-филос. анализ) / Автореф. дис. … д-ра филос. наук. — М.: Рос. акад. гос. службы при Президенте Рос. Федерации, 2002. — С. 44.
- Иваненко С. И. Свидетели Иеговы в современной России: «Тоталитарная секта» или наиболее крупная протестантская конфессия? // Религиоведение. — 2002. — № 1.
- Иваненко С. И. Некоторые особенности вероучения и социальной практики Свидетелей Иеговы // Религия и право. — 2019. — № 1. — С. 15—21. Архивировано 13 апреля 2023 года.
- Иваненко С. И., Волкова Е. И. О людях, стойких в гонении: Свидетели Иеговы в России начала XXI века. — М., 2023. — 216 с. — ISBN 978-965-598-508-5.
- Иеговисты // Терра-Лексикон: Иллюстрированный энциклопедический словарь. — М.: Терра, 1998. — С. 213. — 672 с. — ISBN 5-300-02118-0.
- Кантеров И. Я. Свидетели Иеговы // Религиоведение: Энциклопедический словарь / Под ред. А. П. Забияко, А. Н. Красникова, Е. С. Элбакян. — М.: Академический проект, 2006. — 1254 с. — ISBN 5-8291-0756-2.
- Карчевский А. Л. Кровавое богословие Сторожевой Башни. Архивировано 2 ноября 2011 года.
- Кашников М. Ф. Двойное дно / Науч. ред. и авт. вступит, статьи И. Е. Горохов. — Калининград: Кн. изд-во, 1975.
- Керн Герберт. Как противостоять свидетелям Иеговы? — СПб.: Андреев и согласие, 1995.
- Керн Герберт. Ответ… Свидетелям Иеговы. Архивировано 7 января 2009 года.
- Коник В. В. Провалы ложных пророчеств. Эсхатология Свидетелей Иеговы // Наука и религия. — 1975. — № 4. — С. 50—54.
- Коник В. В. „Критика эсхатологии свидетелей Иеговы: очередные пророчества о конце мира“. — М.: Знание, 1976.
- Коник В. В. "Какого бога они свидетели? (Несостоятельность учения свидетелей Иеговы о богах). — Киев: Знание, 1977. — 32 с. — (О-во "Знание" УССР).
- Коник В. В. „Истины“ Свидетелей Иеговы. — М.: Политиздат, 1978. — 111 с.
- Коник В. В. Иллюзии свидетелей Иеговы. — М.: Советская Россия, 1981. — 176 с.
- Коробко Р. О. Свидетели Иеговы // Государственно-конфессиональные отношения и религиозные объединения в Тюменской области: Справочник / Под ред. В. П. Клюевой. — Тюмень: Печатный дом «Тюмень», 2009. — С. 167—173. — 304 с. — ISBN 978-5-903741-02-1.
- Короткая Т. П., Прокошина Е. С., Чудникова А. А., Языкович В. Р. Иеговизм / ред. М. Я. Ленсу. — Минск: Наука и техника, 1981. — 134 с.
- Свидетели Иеговы : [арх. 17 октября 2022] / Костылев П. Н. // Румыния — Сен-Жан-де-Люз. — М. : Большая российская энциклопедия, 2015. — С. 545. — (Большая российская энциклопедия : [в 35 т.] / гл. ред. Ю. С. Осипов ; 2004—2017, т. 29). — ISBN 978-5-85270-366-8.
- Свидетели Иеговы // Кругосвет. Архивировано 24 июня 2014 года.
- Кураев А. В. Если правы „свидетели Иеговы“ // Если Бог есть любовь… — М., 1997. — 122 с.
- Куц М. Т. Армагеддон. — Львов, 1966.
- Куц М. Т. Иеговизм без маски. — Львов, 1969.
- Куц М. Т. Иллюзии иеговизма. — Киев, 1974.
- Левин В. Н. „Братья бруклинских апостолов“ (О свидетелях Иеговы и их деятельности в Ставропольском крае). — Ставрополь: Ставр. кн. издат, 1978.
- Макарова А. М., Стороженко А. И. Свидетели Иеговы. Псевдохристианский деструктивный культ. — СПб., 2004.
- Макдауэлл Д., Стюарт Д. Обманщики: во что верят приверженцы культов. Как они заманивают последователей. — М.: Протестант, 1993. — 224 с. Архивировано 7 июня 2013 года.
- Маньковский В. Г. Как иеговисты „подновили“ Апокалипсис. — Краснодар, 1962.
- Мартин У. Царство культов. — СПб.: СП „Логос“, 1992. — 352 с.
- Митрофан (Зноско-Боровский). Православие. Римо-католичество. Протестантизм и сектантство. Сравнительное богословие. — М.: Изд-е Свято-Троицкой Сергиевой Лавры, 1992. — 208 с.
- Милеант, Александр, еп. Лжеучение Свидетелей Иеговы
- Морозова-Юргенсон З. С. „Слуги тьмы“ (Заметки бывшей сектантки). — Калинин: Кн. Изд-во, 1956.
- Москаленко А. Т. Современный иеговизм. — Новосибирск: Наука, 1971. — 32 с.
- Москаленко А. Т. Секта иеговистов и её реакционная сущность. — М.: Высшая школа, 1961.
- Москаленко А. Т. Кто такие иеговисты? — М.: Знание, 1959.
- Москаленко А. Т. Под маской религии. — М., 1961.
- Москаленко А. Т. Социальные корни и реакционная сущность идеологии и деятельности секты иеговистов / Автореф. дис.. — М., 1960.
- Нам не по пути с иеговистами: (сборник статей) / сост.: А. С. Герасимец. — Иркутск: Иркут. отд-ние О-ва по распространению полит. и науч. знаний РСФСР, 1960.
- Новые религиозные организации России деструктивного и оккультного характера (справочник)(Информационно аналитический вестник No 1. Изд. 2-е, переработ. и дополн.)Ростов-на-Дону.: Миссионерский Отдел Московского Патриархата Русской Православной Церкви, 1998.
- Неизвестные страницы истории : По материалам конф. «Уроки репрессий», г. Чита, 15 дек. 1999 г. : [Посвящ. 50-летию высылки Свидетелей Иеговы из респ. бывшего Сов. Союза в Сибирь и Забайкалье]. — Чита : Б. и., 2000. — 79 с.
- «Нравственность в традиционных религиях и культах», сборник докладов научно-практической конференции. СПб, 2000.;
- «Общество Сторожевой Башни, Свидетели Иеговы.» Сборник статей. — СПб.: Центр Апологетических Исследований, 2004.;
- Овсиенко Ф. Г. Экспертное заключение доктора философских наук, профессора кафедры религиоведения Российской академии государственной службы при Президенте РФ Ф. Г. Овсиенко от 31 января 1997 г. по фактам противоправной деятельности религиозной организации “Свидетели Иеговы” // Материалы дела № 217885. — 31.01.1997. Архивировано 17 апреля 2013 года.
- Одинцов, М. И. Совет министров СССР постановляет: «Выселить навечно!» : Сб. док. и материалов о Свидетелях Иеговы в Советском Союзе (1951—1985 гг.). — М.: Арт-Бизнес-Центр, 2002. — 238 с. — 4000 экз. — ISBN 5-7287-0225-2. Архивировано 4 марта 2016 года.
- Панайотидис П. Лжесвидетели Иеговы / Пер. с греч. — Салоники: Изд-во «Православный Пчельник», 1997.
- Петжик, Тадеуш. Свидетели Иеговы — кто они? / Пер. с польского Наталья Булавская. — М.: Издательский Центр «CLARETIANUM», 1996. Архивировано 2 ноября 2011 года.
- Порублёв Н. В. Организация Свидетелей Иеговы в свете истории и учения Библии. — Минск: Славянское Евангельское Общество Австралии, 2001.
- Притчина Е. А. "Свидетели иеговы" на службе империализма / Е. А. Притчина, канд. философ. наук. — М.: Знание, 1959. — 31 с. — (Знание в массы/ О-во по распространению полит. и науч. знаний РСФСР).
- Пучков П. И. Свидетели Иеговы // Народы и религии мира: Энциклопедия / Гл. ред. В. А. Тишков. Редкол.: О. Ю. Артёмова, С. А. Арутюнов, А. Н. Кожановский, В. М. Макаревич (зам гл. ред.), В. А. Попов, П. И. Пучков (зам гл. ред.), Г. Ю. Ситнянский. — М.: Большая Российская энциклопедия, 1998. — С. 825—826. — 928 с. — ISBN 5-85270-155-6.
- Рекемчук А. Е. «Двойное дно» (Документальная повесть). — М.: Госполитиздат, 1959.
- «Религиозная проповедь сегодня (о чем говорят на молитвенных собраниях свидетелей Иеговы)». — Киев, 1989.
- Религиозные организации // Россия. Электронный энциклопедический словарь. — М.: Энциклопедия.
- Юзеф Дремлюг Свидетели Иеговы (JEHOWA’S WITNESSES) // Справочник «Религии и секты» Санкт-Петербургского Католического Информационно-просветительского Центра «Militia Dei»
- Рогозин П. И. Лжесвидетели : [Секта «Свидетели Иеговы»]. — М.: Свет на Востоке, 1995. — 80 с.
- Родес Р. «Вразрез со Священным Писанием: ложность учения свидетелей Иеговы», / Рон Родес; Вступ. ст. и богосл. ред.: Виктор Немцов]. — Минск : Библейская лига, 1998. — 126 с. ;
- Роудс Рон. Рассуждая со Свидетелями Иеговы при помощи Писания. — СПб.: Центр апологетических исследований, 2004.
- Рудакова Н. М. Протестантское сектантство и атеистическая работа. — Барнаул: Алт. кн. изд-во, 1984.
- Савельев С. Н. В мире разочарований, надежд и иллюзий. (Сектантство как религиозный феномен). — Л.: Знание, 1982.
- Свидетели Иеговы // Протестантизм: Словарь атеиста / Под общ. ред. Л. Н. Митрохина. — М.: Политиздат, 1990a. — С. 232—233. — 319 с. — 200 000 экз. — ISBN 5-250-00373-7.
- Свидетели Иеговы: Сборник материалов Центра апологетических исследований. — СПб.: Центр апологетических исследований, 2004. — 138 с.
- Свидетели Иеговы. Факты и документы // Атеистические чтения. Вып. 8. — 1976. — С. 70—75.
- Свидетели Иеговы в СССР // Протестантизм: Словарь атеиста / Под общ. ред. Л. Н. Митрохина. — М.: Политиздат, 1990b. — С. 233—234. — 319 с. — 200 000 экз. — ISBN 5-250-00373-7.
- Семёнов Л. Е., Дворкин А. Л. Иеговы свидетели // Православная энциклопедия. — М., 2009. — Т. XXI : Иверская икона Божией матери — Икиматарий. — С. 186—188. — 39 000 экз. — ISBN 978-5-89572-038-7.
- Солодовников В. В. Свидетели Иеговы // Энциклопедия для детей. Ч. 2. Религии мира / Глав. ред. М. Д. Аксёнова. — 5-е изд., перераб. И доп.. — М.: Аванта+, 1999. — Т. 6. — С. 414—415. — 688 с. — ISBN 5-89501-025-3.
- Станкевич Г. В. Религиозный фактор современного политического процесса / автореферат дис. ... доктора политических наук : 23.00.02. — Пятигорск: Пятигорский государственный лингвистический университет, 2012. — 50 с.
- Тимощук А. С., Федотова И. Н., Шавкунов И. В. § 2. Свидетели Иеговы // Введение в религиоведение: Учеб. пособие. — Владимир: ВЮИ ФСИН России, 2011. — С. 120—122. — 153 с. — 500 экз.
- Томас Ф. «Ложные свидетели Иеговы»: Исследование доктрин, содержащихся в учении свидетелей Иеговы. Sine loco et anno;
- Трофимчук Н. А., Свищев М. П. Экспансия / Кафедра религиоведения РАГС при Президенте РФ. — М.: РАГС при Президенте РФ, 2000. — 218 с.
- Трунов Д. Г. Религиозные организации и психотерапия // Журнал практического психолога Спец. выпуск: Психология деструктивных культов: профилактика и терапия культовых травм. — 2000. — № 1—2. — С. 40—56.
- Турчанинов Я. С. Кто их „владыка“? — Ужгород: Карпати, 1973.
- Федоренко Ф. И. Секты, их вера и дела. — М.: Политиздат, 1965. — 360 с.
- Филимонов Э. Г. Новые тенденции в идеологии и деятельности современного сектантства / «Знание». — М., 1977.
- Филимонов Э. Г. Социальная и идеологическая сущность религиозного экстремизма. — М.: «Знание», 1983.
- Фокин В. Н. Иеговизм и наука о происхождении жизни // Научный атеизм, этика, эстетика. — Л., 1970. — С. 49—51.
- Фокин В. Н. К вопросу о месте и роли реакционной буржуазной философии в идеологии иеговизма // Научный атеизм, этика, эстетика. — Л., 1970. — С. 67—69.
- Фокин В. Н. Иеговистская трактовка библейской картины сотворения мира // Вопросы научного атеизма, этики и эстетики. — Л., 1971. — С. 62—71.
- Фокин В. Н. Эсхатологическая концепция иеговизма // Общественная жизнь и религия. — Л., 1972. — С. 197—204.
- Фокин В. Н. Критический анализ иеговистской трактовки библейской картины мира / Автореферат дисс. на соискание учён. степ. канд. философских наук. — Л.: ЛГПИ имени А. И. Герцена, 1972. — 23 с.
- Фрай, Мэнди Свидетели Иеговы и переливание крови
- Христианство: Учеб. пособие / Под ред. Ю. Шурыгина. — Волгоград: Книга, Вайланд—Волгоград, 1996. — 48 с. — ISBN 5-7610-0859-9. ISBN 5-7610-0864-5.
- Швечиков А. Н. Рай земной: новая сказка. Об идеологической и социально-политической доктрине иеговизма. Монография. — СПб.: Изд-во Кайрос, 1997. — 158 с. Архивировано 4 августа 2012 года.
- Шевченко В. И. Пророки огненной гибели. — М.: Знание, 1961. — 37 с. — (Прочти, товарищ!).
- Шевченко М. С. Мифотворчество религиозной организации "Свидетели Иеговы" в конфессиональном пространстве Забайкальского края / автореферат дис. ... кандидата философских наук : 09.00.14. — Чита: Забайк. гос. ун-т, 2012. — 25 с.
- Шилишпанов Р. В. Конфессиональные и типологические характеристики «Свидетелей Иеговы» : религиоведческий анализ / автореферат дис. … кандидата философских наук : 09.00.13. — Белгород: Белгород. гос. ун-т., 2006. — 21 с.
- Шилишпанов Р. В. Конфессиональные и типологические характеристики «Свидетелей Иеговы» (религиоведческий анализ) / диссертация ... кандидата философских наук : 09.00.13. — Белгород: Белгород. гос. ун-т., 2006. — 218 с.
- Шиш А. З. Иеговизм и его проповедники. — Ужгород, 1968.
- Штретер Э. Ф. Саморазоблачение духов пятидесятничества. — М.: ИЧП «Шихино», 1993. — 141 с.
- Языкович В. Р. Движение свидетелей Иеговы: социокультурный и ментальный аспекты // Учёные записки. Выпуск 2. Сборник научных статей факультета теологии./ Под ред. Филарета (Вахромеева К. В.), митрополита Минского и Слуцкого, Патриаршего Экзарха всея Беларуси. — Минск: ЕГУ, 2004. — С. 197—203. Архивировано из оригинала 2 апреля 2013 года.
- Яковлева Ю. А. Нетрадиционное религиозное сообщество как социальный институт : на примере российских "Свидетелей Иеговы" / автореферат дис. ... кандидата социологических наук : 22.00.04. — СПб.: С.-Петерб. гос. ун-т, 2010. — 23 с.
- Яроцкий П. Л. Критика идеологических основ антикоммунизма современного иеговизма / Автореф… канд. филос.наук: 09.00.03.; МВ и ССО УССР. Львовский гос. ун-т. — Львов: Львовский государственный университет, 1973. — 25 с.
- Яроцкий П. Л. Кризис иеговизма (критический анализ идеологии и эволюции обыденного религиозного сознания). — Киев: Наукова думка, 1979.
- Яроцкий П. Л. Современный иеговизм: философско-социологический анализ идеологии и обыденного религиозного сознания" / Автореферат дисс. на соискание уч. степ. д-ра философ. наук. — М., 1980. — 50 с.
- Яроцкий П. Л. Эволюция современного иеговизма. — Киев. — Политиздат Украины, 1981.
- Веденеев Д. В. Атеисты в мундирах. Советские спецслужбы и религиозная сфера Украины. — Москва. — Алгоритм, 2016. — Т. Вопросники из Бруклинского центра. Контрразведка и подполье «Свидетелей Иеговы». — 496 с. — ISBN 978-5-906880-40-6.

на других языках
- Голько О. Ф. Свідки Єгови - сибірський маршрут: Добірка розповідей та архівних документів, зібраних вченим-архівістом, живим свідком описаних подій. — Львов: ТОВ Фаворит, 2002. — 201 с. — (Про це забувати не можна). — ISBN 966-96128-0-2.
- Еговізм i еговісти. — Киев: Наукова думка, 1974. — 144 с.
- Baran E. B. Dissent on the Margins: How Soviet Jehovah's Witnesses Defied Communism and Lived to Preach About It (англ.). — New York: Oxford University Press, 2014. — 400 p.
- Beckford J. A. Organization, Ideology and Recruitment: The Structure of the Watch Tower Movement // The Sociological Review. — Keele: University of Keele, 1975. — Т. 23, № 4.
- Beckford J. A. Sociological Stereotypes of the Religious Sect // The Sociological Review. — 1978. — Т. 26, № 1.
- Beckford J. A. The Trumpet of Prophecy. A sociological study of Jehovah’s Witnesses. — Oxford: Blackwall, 1975.
- Bergman J. R. Jehovah’s Witnesses and the Problem of Mental Illneses. — Clayton, 1992.
- Bednarski Wlodzimierz. Pismo Swiete a nauka swiadkow Jehowy. — Oliwa: Gdanskie Seminarium Duchowne, 1994.
- Botting, Heather. The orwellian world of Jehovah’s Witnesses. — Toronto: Издательство Торонтского университета, 1984. — 213 p. — ISBN 0-8020-6545-7.
- Bowman, Jr., Robert M. Understanding Jehovah’s Witnesses. — Grand Rapids: Baker Book House, 1990.
- Bowser, Arthur. What Every Jehovah’s Witness Should Know. — Denver: B/P Publications, 1975.
- Campbell C. The Cult, the Cultic Milieu and Secularization // A Sociological Yearbook of Religion in Britain. — 1972. — № 5.
- Cohn W. Jehovah’s Witnesses as a Proletarian Sect. — New York, 1954.
- Chryssides, George D. The A to Z of Jehovah's Witnesses. — Lanham: Scarecrow Press, 2009. — 242 p. — ISBN 0-8108-6891-1.
- Chryssides, George D. Historical Dictionary of Jehovah's Witnesses. — Lanham: Scarecrow Press, 2008. — 240 p.
- Elliott, Joel. Language and Identity at the Kingdom Hall The discursive and strategies of the Watchtower Society. — The University of North Carolina at Chapel Hill, 1993. копия статьи
- Elliott, Joel. The Jehovah’s Witnesses and the Theocratic Subversion of Ethnicity // The University of North Carolina at Chapel Hill. — 1993. (A Paper Presented to the American Academy of Religion Washington, DC, November 21, 1993) копия статьи
- Elliott, Joel. You Can Live Forever on a Paradise Earth The Visual Rhetoric of Jehovah’s Witness Iconography // The University of North Carolina at Chapel Hill. — 1995. (Minor revisions, October 1999) (This essay is based on a slide-show presentation I delivered in November, 1995, at the joint annual meeting of the Society for the Scientific Study of Religion / Religious Research Association, in St. Louis, MO.) копия статьи
- Elliott, Joel. Jehovah’s Witnesses // Encyclopedia of Religion and Society / ed. William H. Swatos, Jr. (Association for the Sociology of Religion/ Religious Research Association). — Walnut Creek, London, New Delhi: AltaMira Press, 1998. — 604 p. — ISBN 978-0-7619-8956-1. ISBN 0-7619-8956-0 копия статьи
- Garbe D., Winkel D. Die «Bibelforsche»(Zeugen Jehovas) in den Konzentrationslager (1933—1945)// Dahauer Hefte, Sludien und Dokumente zurGeschichte der nationalsozialistischen Konzentrationslager. Nov. 1994.
- Grigg, Fred. The Jehovah’s Witnesses. Gold Coast, Qld. Australia: Mandate Ministries, 1990.
- Gruss, Edmund «Apostles of Denial» Nutley, NJ: Presbyterian and Reformed, 1978;
- Gruss, Edmond Charles. Apostles of denial : An examination a. exposé of the history, doctrines a. claims of the Jehovah’s Witnesses / By Edmond Charles Gruss. — 9. print. — [Phillipsburg (N.J.)], Cop. 1970. — VIII, 324 с.; 23 см. ISBN 0-87552-305-6
- Haac F.-W. JehovasZeugen. Muenchen. 1993 ISBN 3-583-50608-1;
- Harrison, Barbara Grizzuti. Visions of glory : A history a. a memory of Jehovah’s witnesses / Barbara Grizzuti Harrison. — New York : Simon a. Schuster, Cop. 1978. — 413 с. ISBN 0-671-22530-8;
- Hoekema, Anthony A. The four major cults : Christian science. Jehovah’s witnesses. Mormonism. Seventh — day adventism / By Anthony A. Hoekema. — 5. print. — Grand Rapids (Mich.) : Eerdmans, 1976. — XIV, 447 с.; 24 см. ISBN 0-8028-3117-6
- Kahan, Koloman. Jehovovi svedkovia : /Kto sú? Komu slúžia?/ Koloman Kahan. — Bratislava : Pravda, 1988. — 257 с. : ил., портр
- Liedgren Dobronravoff, Pernilla. Att bli, att vara och att ha varit : om ingångar i och utgångar ur Jehovas vittnen i Sverige / Pernilla Liedgren Dobronravoff. — Lund : Socialhögskolan, Lunds univ., 2007. — 231 с.; 22 см. — (Lund dissertations in social work, ISSN 1650-3872; 28). ISBN 978-91-89604-35-3
- Lofland J. and Stark R. Becoming a World Saver // American Sociological Review[англ.]. 1965.
- Magnani, Duane «The Watchtower Files», Minneapolis BHP, 1985;
- Magnani, Duane and Barrett Arthur «Dialogue with Jehovah’s Witnesses» (2 vols.) Clayton, Calif.: Witness Inc., 1983;
- Martin, Walter and Klann, Norman «Jehovah of the Watchtower», Minneapolis, MN: Bethany House Publishers, 1981;
- Monroy, Juan A. Apuntando a la Torre : (Toda la verdad sobre los Testigos de Jehova) / Juan A. Monroy. — Terrassa : Clie, 1987. — 295 p. ISBN 84-7645-225-X
- Penton M. J.[англ.]. Apocalypse Delayed: The Story of Jehovah's Witnesses. — Third Edition. — Toronto: University of Toronto Press, 2015. — 547 p.
- Pietkiewicz, I. J. Salutary, pathogenic, and pathoplastic aspects of the Jehovah’s Witness culture :  [англ.] // Journal of Family Studies. — 2014. — Vol. 20, no. 2. — P. 148—165. — doi:10.1080/13229400.2014.11082003.
- Report of Case Study No. 29 : The response of the Jehovah’s Witnesses and Watchtower Bible and Tract Society of Australia Ltd to allegations of child sexual abuse :  [англ.]. — Sydney : Royal Commission into Institutional Responses to Child Sexual Abuse[англ.], 2016. — ISBN 978-1-925289-89-3.
- Ross, Rev. J.J. «Some Facts and More Facts About the Self-Styled Pastor, Charles T. Russell», sine loco et anno;
- Rouston Pike «Jehovah’s Witness. Who They Are, What They Teach, What They Do», London, 1954;
- Stark R., Iannaccone L. R.[англ.]. Why the Jehovah’s Witnesses grow so rapidly: a theoretical application (англ.) // Journal of Contemporary Religion[англ.]. — 1997. — Vol. 12, no. 2. — P. 133—157. — doi:10.1080/13537909708580796.
- Starks G. L. Sexual Misconduct and the Future of Mega-Churches: How Large Religious Organizations Go Astray. — ABC-CLIO, 2013. — 161 p.
- Stroup H. H. The Jehovah’s Witnesses (New York: Russell & Russell, 1945)
- Szczepanscy H. A., Kunda T. «Pismo Święte przeczy nauce świadków Jehowy». — Czestochowa.:Kaplanski Ruch Maryjny, 1988;
- Van Eck Duymaer Van Twist A. Perfect Children: Growing Up on the Religious Fringe (англ.). — Oxford: Oxford University Press, 2015. — 262 p.
- Wilson B. R.[англ.]. Jehovah’s Witnesses in Kenya // Journal of Religion in Africa[англ.]. — 1974. — № 5. — P. 128—149.
- Wilson B. R.[англ.]. The Social Dimensions of Sectarianism: Sects and New Religious Movements in Contemporary Society (англ.). — New York: Oxford University Press, 1990. — xii + 299 p.
- Yonan, G. Spiritual Resistance of Christian Conviction in Nazi Germany: The Case of the Jehovah's Witnesses :  [англ.] // Journal of Church and State[англ.]. — 1999. — Vol. 41, no. 2. — P. 307—322. — doi:10.1093/jcs/41.2.307.
- Zygmunt J. F. Jehovah’s Witnesses, Doctoral dissertation. — Chicago: University of Chicago, 1967.
- Zygmunt J. F. Prophetic Failure and Chiliastic Identity: The Case of Jehovah’s Witnesses // American Journal of Sociology. — Chicago, 1970. — Vol. 75, № 6.

### Публицистика
- Авраменко, Г. Н. Битва за душу… — Майкоп, 2000. — 165 с.
- Александров А. А. Проповедники тьмы и мракобесия (Реакционная сущность религиозных сект иннокентьевцев, иеговистов и мурашковцев). — Кишинёв.: Госиздат Молдавии, 1958. — 68 с.
- Андибур М. В. Перед судом народа (о иеговистах). [Лит. запись, предисл. и ист. справка П. С. Доргеева и А. М. Мишурова]. — Абакан.: Хаккнигиздат, 1963. — 111 с.
- Арзамасов В. П. Подлинное лицо иеговизма. — Иркутск.: Вост.-Сиб. книжное изд-во, 1964. — 160 с.
- Балакерев Ю. «Божеские» дела одной секты (иеговистов). — Иркутск, 1958.
- Беженар Г. И. Об особенностях атеистической работы с иеговистами // За боевую атеистическую пропаганду: Материалы конференции. 24-25 апр. 1964 г / Отд. пропаганды и агитации ЦК Компартии Молдавии. — Кишинев: Партиздат, 1964. — С. 96—98. — 134 с.
- Боярский Ф. Ф. Пророки:очерк. — Алма-Ата: Казгослитиздат, 1960.
- Василевич И. С. Религиозные секты баптистов и иеговистов/ 2-е изд., доп. — Иркутск : Кн. изд-во, 1958. — 86 с.
- Везель А. С. Крушение секты. — Свердловск: Средне-Уральское книжное изд-во, 1964.
- Герасименко В. К., Захаров М. Ф., Цветков В. Д. «С чужого голоса». — Симферополь.:"Таврия", 1975;
- Дорош Е. К. Ревнители Иеговы. — Донецк, 1972.
- Иеромонах Герман (Дворцов) «Подлинная история Общества Сторожевой Башни.». — Кохмы.: Свято-Благовещенский приход, 1996.;
- Доев А. Б. Подлинное лицо «свидетелей Иеговы». — Фрунзе, 1972.
- Дягилев, Александр, свящ. Свидетельства Священного Писания (Конспект для полемики со Свидетелями Иеговы)
- Егорцев А. Ю. Тоталитарные секты: свобода от совести. — М., 1997. С. 62—73.
- Ерофтеева В., Дору И. Тайна «Свидетелей Иеговы» /Изд. втор., исправл. и дополн.). — Ставрополь.: Ставрополь. кн. изд., 1968. — 101 с.
- Ефимов, Игорь, свящ. Ложные свидетельства Свидетелей Иеговы (исторический очерк, критический разбор вероучения, положение в настоящее время). Вып. II. Москва, 1997.
- Засорин О. Дети новых богов, или Как похищают души // Смена. — 29.02.1996. — № 48.
- Казаков, О. Иеговизм: культ галантерейщика. — СПб.: Изд-во САТИСЪ, 1995.
- Линич М. Десять лет активной жизни Свидетеля Иеговы // Сайт Е. Н. Волкова.
- Лукичёв Б., Протопопов А. Свидетели Иеговы в зеркале статистики // НГ-Религии : газета. — 1999. — № 17(40). — С. 4.
- Потапов В. Н. «Они ждут Армагеддона». — Алма-Ата: «Казахстан», 1976;
- Православная Церковь, современные ереси и секты в России. — СПб: «Православная Русь», 1995. − 240 с.;
- Православное учение Церкви и заблуждения иеговистов. — М. : Лето, 1998. — 62 с.;
- Рассказов А. «Свидетели Иеговы» в современной России ;
- Ревлин (Мерлин), Борис, свящ. Красные «басни» «Свидетелей Иеговы». — Таллин, 1997.
- Семашко Н. П., Сухачев П. П. «Армагеддон не состоялся» (очерки). — Томск: Томское книжное издательство, 1963;
- Современные секты в России. Вестник Всецерковного Православного Молодёжного Движения. — М.:-СПб.: «С нами Бог», 1995. — 77 с.
- Стеняев О. В., свящ. «Диспут со Свидетелями Иеговы».
- Стеняев О. В., свящ. «Свидетели Иеговы» — кто они?
- Степанов В. С. Провал Иеговы на шахтёрской земле // Наука и религия. — 1961. — № 2. — С. 32—34.
- Сысоев, Даниил, свящ. «Антропология Адвентистов Седьмого дня и свидетелей Иеговы». — М.: Изд-во «Русскій Хронографъ», Миссионерско-просветительский центр «Шестодневъ», 2002 г. — 320 с.
- Тайные общества и секты. Культовые убийцы, масоны, религиозные союзы и ордена, сатанисты и фанатики./ Подгот. текста Н. И. Макаровой. — Мн.: Литература, 1996. — 624 с.
- Троицкий, В. А. «Помазанники» в организации «Свидетели Иеговы» : В свете русскояз. журн. «Сторожевая Башня» и других публикаций О-ва за 1990—2002 гг./ Владислав Троицкий. — М. : Библейс. Лига, 2003 (ОАО Можайский полигр. комб.). — 220 с. : ил.; 21 см. ISBN 5-94344-027-5 (в обл.)
- Франц, Реймонд Кризис совести

### Аффилированные источники
- Арнольд-Либстер С. В схватке со львом : воспоминания о детстве в нацистской Европе = Arnold Liebster, Simone Facing the lion Luxembourg / пер. с английского С. Ильина. — М.: Особая книга, 2008. — 552 с. — ISBN 5-9797-0003-X.
- Крылова Г. А. Свидетели Иеговы на скамье подсудимых // Религия и право. — М.: Славянский правовой центр, 2000. — № 5. — С. 11—16.
- Крылова Г. А. Свидетели Иеговы на скамье подсудимых // Религия и право. — М.: Славянский правовой центр, 2000. — № 6. — С. 9—12.
- Либстер М. В горниле ужаса: рассказ человека, прошедшего через фашистский террор = Liebster, Max Crucible of terror: a story of survival through the Nazi storm Luxembourg / пер. с англ. С. Ильина. — М.: Особая книга, 2007. — 191 с. — ISBN 978-5-9797-0003-8.